# Schlaf

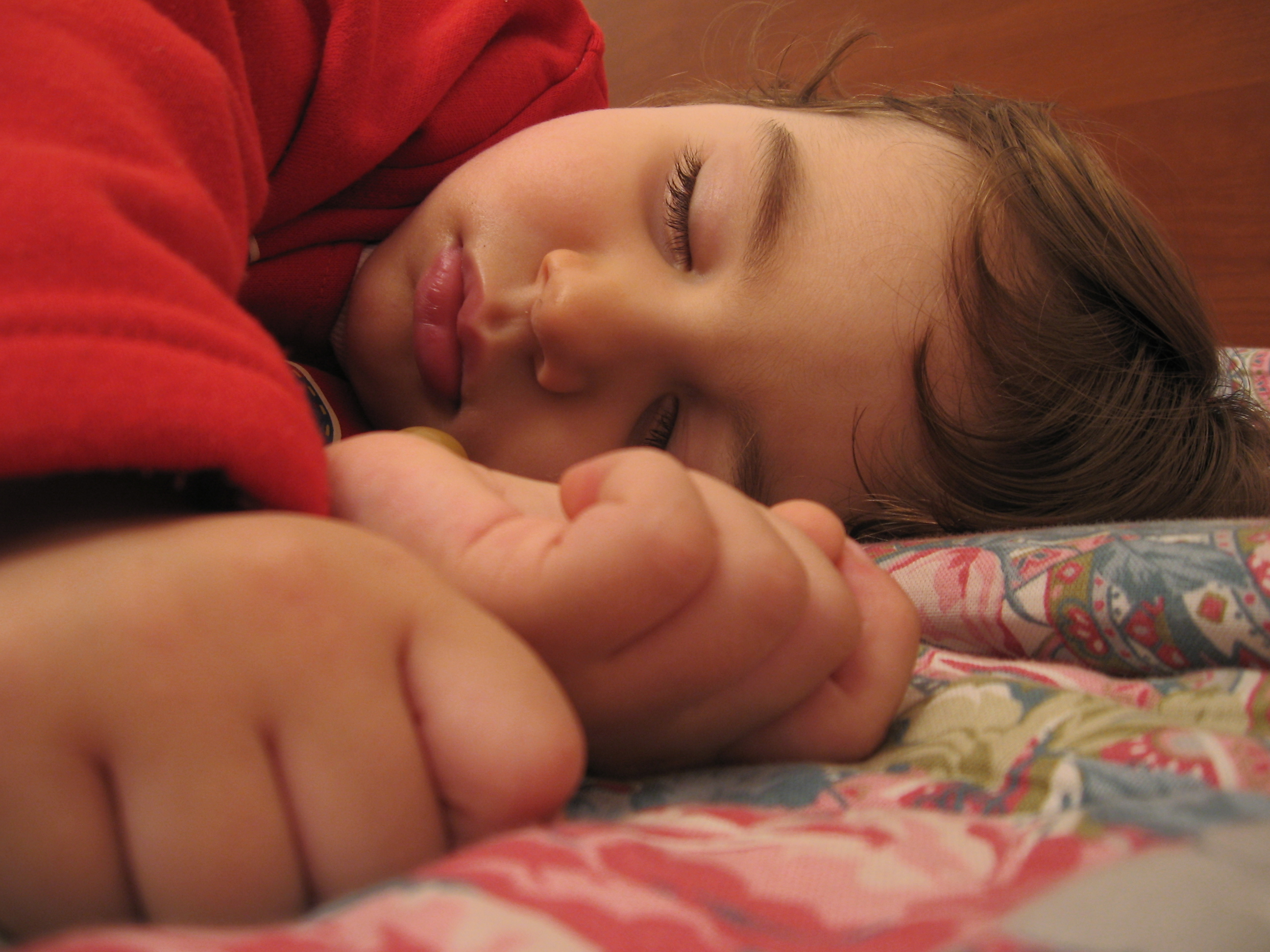
Schlafendes Kind

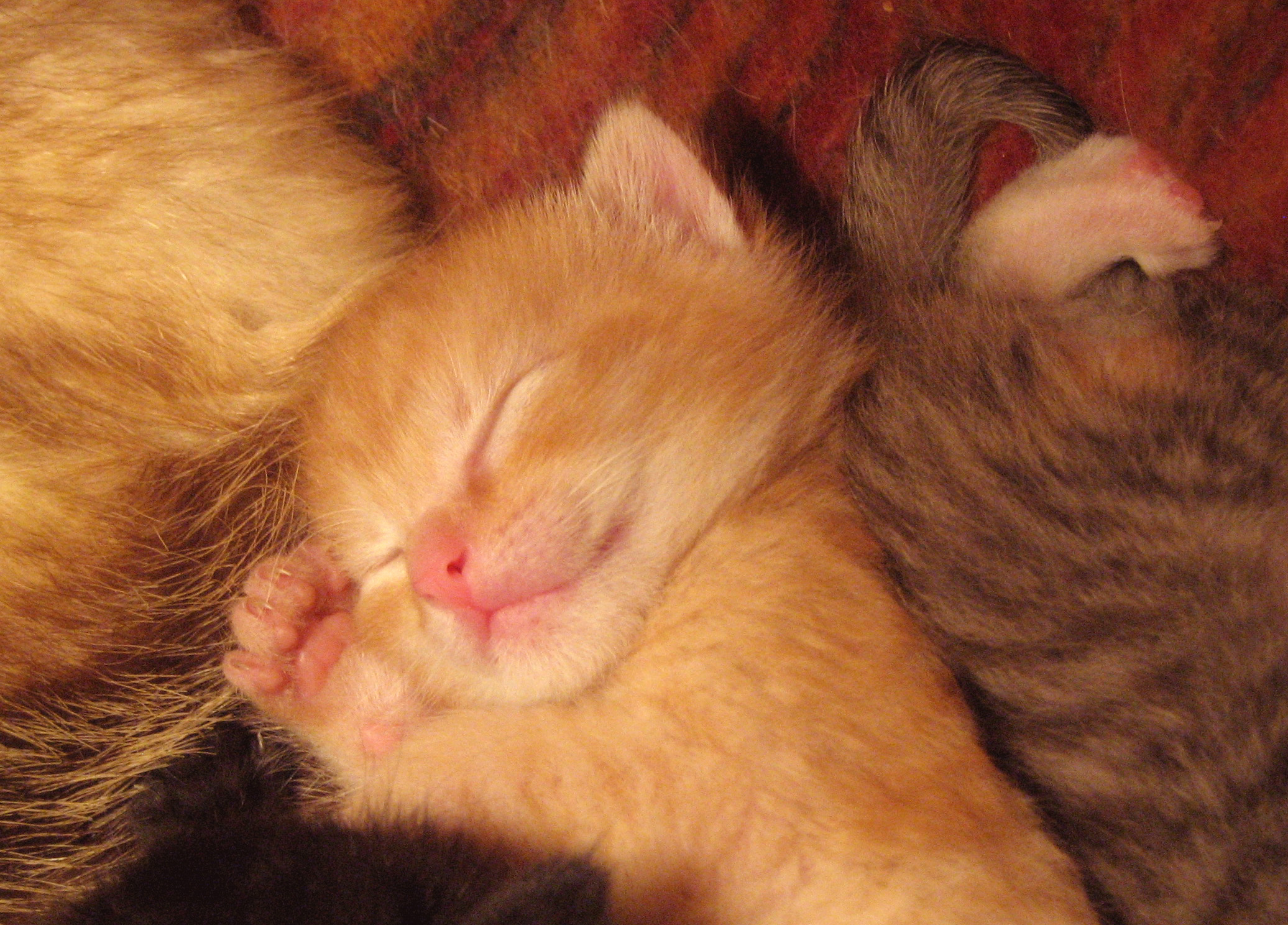
Schlafendes Katzenjunges

Schlaf ist ein Zustand der äußeren Ruhe bei Menschen und Tieren. Dabei unterscheiden sich viele Lebenszeichen von denen des Wachzustands. Puls, Atemfrequenz und Blutdruck sinken bei Primaten und anderen höheren Lebewesen im sogenannten NREM-Schlaf ab und die Gehirnaktivität verändert sich. Das Schließen der Augen während des NREM-Schlafs unterstützt diese Funktion.
Im sogenannten REM-Schlaf, auch als „paradoxer Schlaf“ bezeichnet, finden sich hingegen Zustände, die denen des Wach-Seins ähneln, insbesondere eine erhöhte Gehirnaktivität (an Träume aus dieser Phase erinnert man sich am häufigsten) und ein Anstieg von Herz- und Atemfrequenz sowie des Blutdrucks. Ausgenommen von diesem „aktiven Schlafzustand“ ist die Muskulatur, die im REM-Schlaf blockiert wird (Atonie). Dadurch lebt der Träumende seine im Traum erlebten motorischen Handlungen nicht aus. Mit den Störungen und der Physiologie des Schlafs beschäftigt sich ein eigenes Teilgebiet der Medizin, die Somnologie (Schlafmedizin oder auch Schlafforschung).
Die Funktionen des Schlafs sind erst teilweise aufgeklärt. Sicher ist, dass Menschen und viele Tiere schlafen müssen, um zu überleben, der genaue Grund ist jedoch noch unbekannt. Schlafentzug ist eine verbreitete Foltermaßnahme.
Verhältnismäßig neu sind Bestrebungen, kulturelle und geschichtliche Unterschiede und Veränderungen in den Schlafgewohnheiten zu dokumentieren und zu beurteilen. Dies soll eines Tages ermöglichen, genauere Informationen über die evolutionären Ursachen des Schlafs zu ermitteln.

## Etymologie
Das Wort Schlaf ist in den germanischen Sprachen verbreitet. Im Gotischen hieß das Wort sleps, im Alt- und Mittelhochdeutschen slāf. Die germanischen Sprachen Englisch und Niederländisch verwenden Bezeichnungen derselben Wurzel, nämlich sleep und slaap. Die ursprüngliche Bedeutung des Wortes schlafen ist schlapp werden, das seinerseits mit dem Adjektiv schlaff verwandt ist.
Aus dem Wort Schlaf entstanden weitere Ausdrücke, die mit dem eigentlichen Schlaf nicht mehr direkt zusammenhängen. So ist entschlafen ein Euphemismus für sterben, und bei Beischlaf redet man von Geschlechtsverkehr. Eine Schlafmütze ist eigentlich ein Kleidungsstück, bezogen auf eine Person meint man aber – mit negativer Wertung – jemanden, der aufgrund von Nachlässigkeit oder Langsamkeit oft wichtige Dinge verpasst.

## Schlaf im Tierreich

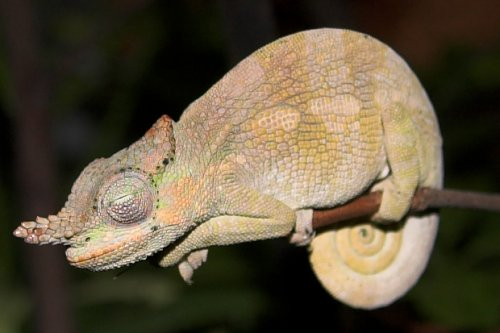
Ein schlafendes männliches Zweihornchamäleon

Schlaf ist im Tierreich verbreitet, aber nicht universell. Man geht davon aus, dass die meisten Wirbeltiere (genauer: die Überklasse der Kiefermäuler) die gleichen Schlafphasen durchlaufen wie der Mensch. Davon ausgenommen ist beispielsweise der Ameisenigel, ein früher Vertreter der Säugetiere, der keinen Traumschlaf (REM-Schlaf, siehe unten) zu kennen scheint.
Vögel zeigen ebenfalls ein dem Menschen ähnliches Schlafbild, sobald sie sicher sein können, dass ihr Schlafplatz im Baum sicher vor Feinden ist. Dass sie dabei nicht herunterfallen, bewirkt die Anlage ihrer Sehnen: Beim Absitzen umschließen die Zehen der Vögel den Ast durch ihr bloßes Eigengewicht und verhaken sich darin. Ohne muskulären Aufwand halten sie so ihre Balance ganz von selbst.
Bei weiteren Tierarten wie Schlangen, Eidechsen und Fischen wird Schlaf (inklusive Traumschlaf) vermutet. Dabei fällt es bei weniger entwickelten Spezies umso schwerer, (Traum-)Schlaf von bloßem Ruhen zu unterscheiden.
Tiere ohne bewegliche Augenlider schlafen mit offenen Augen, z. B. Krebse, Fliegen, Libellen, Schlangen und Fische. Selbst bei wirbellosen Tieren ohne zentrales Nervensystem wie bei der Mangrovenqualle wurde ein Schlaf-ähnlicher Zustand beobachtet.

„Die Frage nach dem Schlaf der Tiere bedarf keiner undurchsichtigen Vermutung. Dass unter den Landtieren alle, welche die Augen schließen, schlafen, ist offensichtlich. Dass Wassertiere ebenfalls schlafen, wenn auch recht wenig, glauben selbst diejenigen, welche es bei den übrigen Tieren in Zweifel ziehen. Ja, die Delphine und Walfische hört man sogar schnarchen.“

### Halbhirnschlaf

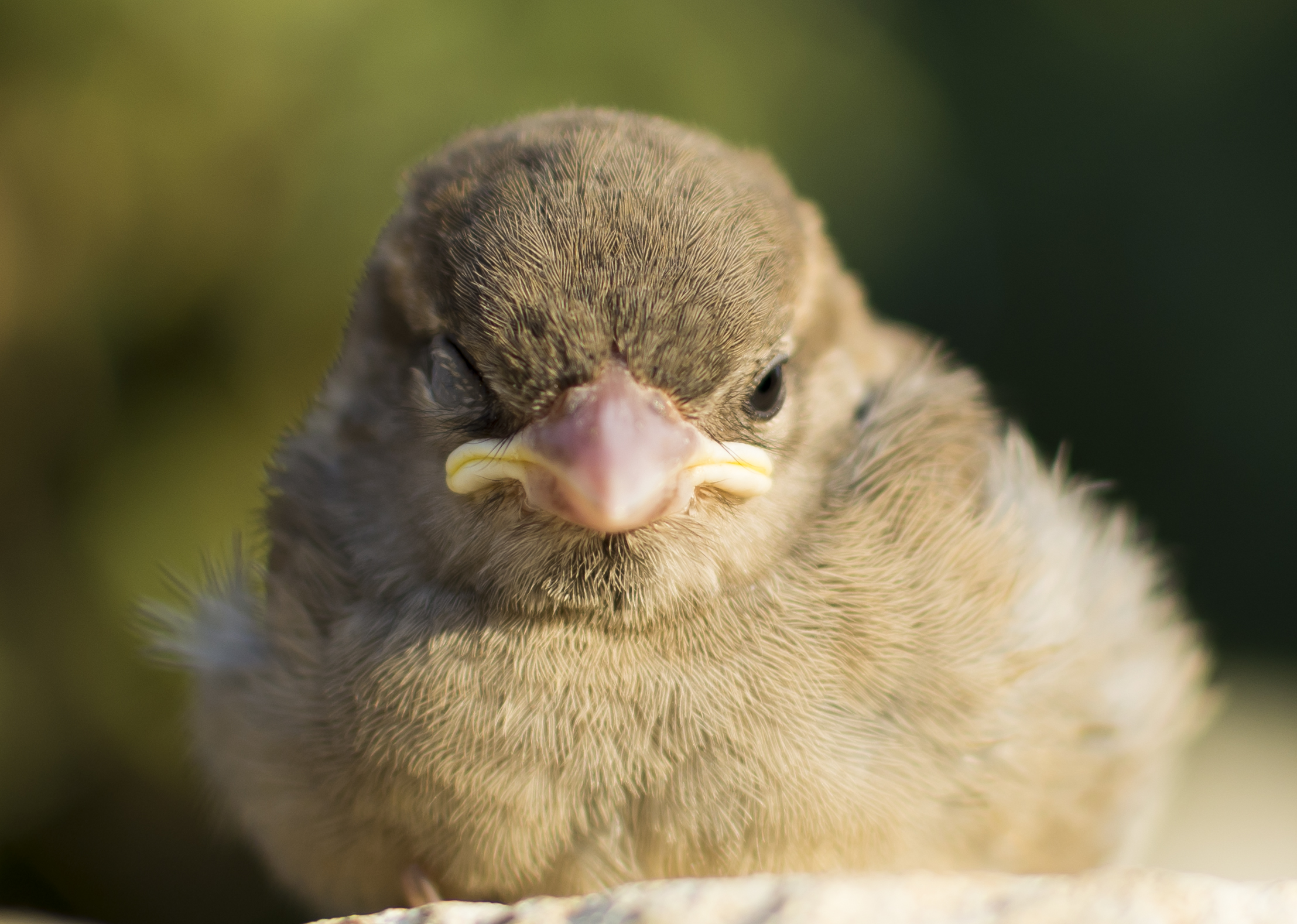
Haussperling im Halbhirnschlaf

Mehrere Tierarten beherrschen den sogenannten Halbhirnschlaf. In diesem Schlafzustand schläft nur eine der Gehirnhälften, während die andere aktiv bleibt. Es wird auch nur ein Auge geschlossen, sodass die Umgebung noch wahrgenommen werden kann. Diese Fähigkeit wurde zunächst bei Delfinen entdeckt, was bei ihnen als Lungenatmer im Wasser wohl einer Notwendigkeit entspricht, um nicht zu ertrinken. Gesichert ist der Halbhirnschlaf auch bei Großen Schwertwalen. Die Kälber dieser Arten schlafen im ersten Lebensmonat überhaupt nicht, was gewisse Zweifel an der These entstehen lässt, wonach der Schlaf essenziell für die Entwicklung des Gehirns sei. In den allermeisten Fällen schlafen Neugeborene deutlich länger als ausgewachsene Tiere. Seelöwen und Seebären kennen beide Arten von Schlaf. Befinden sie sich an Land, schlafen sie wie Landsäuger, im Wasser wechseln sie zum Halbhirnschlaf. Auch bei Vögeln wurde der zeitweilige Halbhirnschlaf inzwischen nachgewiesen, so halten sich Mauersegler außerhalb der Brutzeit für etwa zehn Monate nahezu ohne Unterbrechung in der Luft auf.
Es wird vermutet, dass auch beim Menschen eine Art Halbhirnschlaf existiert, wenn er an einem fremden Ort schläft.

### Schlafdauer verschiedener Tierarten
Bei Tieren variiert sowohl die Dauer des Schlafes insgesamt als auch die Dauer des REM-Schlafes stark von Art zu Art:
| Tierart             | Schlaf in Stunden pro Tag | Anteil der REM-Phase am Schlaf | Augenposition während des Schlafes |
| ------------------- | ------------------------- | ------------------------------ | ---------------------------------- |
| Kleine Taschenmaus  | 20,1                      | 16 %                           | beide geschlossen                  |
| Braune Fledermaus   | 19,9                      | 10 %                           | beide geschlossen                  |
| Südopossum          | 19,4                      | 10 %                           | beide geschlossen                  |
| Nachtaffe           | 17,0                      | 11 %                           | beide geschlossen                  |
| Katze               | 13,2                      | 26 %                           | beide geschlossen                  |
| Taube               | 11,9                      | 8 %                            | ein Auge manchmal offen            |
| Haushuhn            | 11,8                      | 10 %                           | ein Auge manchmal offen            |
| Schimpanse          | 10,8                      | 15 %                           | beide geschlossen                  |
| Hund                | 10,7                      | 29 %                           | beide geschlossen                  |
| Kaiserpinguin       | 10,5                      | 13 %                           | ein Auge manchmal offen            |
| Fruchtfliegen       | 10,0                      | 0 %                            | keine Augenlider                   |
| Ente                | 9,1                       | 16 %                           | ein Auge manchmal offen            |
| Kaninchen           | 8,7                       | 14 %                           | beide geschlossen                  |
| Schwein             | 8,4                       | 26 %                           | beide geschlossen                  |
| Asiatischer Elefant | 5,3                       | 34 %                           | beide geschlossen                  |
| Kuh                 | 4,0                       | 19 %                           | beide geschlossen                  |
| Pferd               | 2,9                       | 27 %                           | beide geschlossen                  |
| Giraffe             | 1,9                       | 21 %                           | beide geschlossen                  |

## Physiologie

### Schlafenszeit
Die sogenannte „innere Uhr“ (Chronobiologie) ist unter anderem wesentlich an der Regelung des Schlaf-Wach-Rhythmus beteiligt, dem der Wechsel von Tag und Nacht (hell und dunkel) zu Grunde liegt. Der zweite Faktor, der neben dem Tag-Nacht-Wechsel das Schlafbedürfnis beeinflusst, ist die Zeit, die seit dem letzten Aufwachen vergangen ist. Die Forschung versucht, Daten zu optimaler Einschlafzeit und Schlafdauer zu ermitteln.
Die innere Uhr passt auch Stoffwechselabläufe, Wachstumsleistungen und Verhaltensweisen den tagesperiodischen Schwankungen an. Eine Störung des normalen Ablaufs (circadianer Rhythmus) tritt üblicherweise bei Schichtarbeit und Fernflugreisen auf (Jetlag).

### Einleitung des Schlafs
An der Schlafeinleitung sind im Wesentlichen drei Hirnregionen beteiligt: die Formatio reticularis im Hirnstamm und zwei Zwischenhirngebiete: der Thalamus und der Hypothalamus. Die Formatio reticularis ist bekannt für ihre Funktion als Signalgeber für Wachheit und gehört zum sogenannten aufsteigenden retikulären Aktivierungssystem. Ihre Aufmerksamkeits- und Weck-Funktionen übt die Formatio reticularis über Botenstoffe aus, mit denen sie den Thalamus, gleichsam das „Tor zum Bewusstsein“, erregt. Diese Neurotransmitter sind Noradrenalin und Acetylcholin. Innerhalb der Formatio reticularis gibt es weitere komplexe Verschaltungen u. a. mit den Raphe-Kernen. Diese haben mit ihrem Transmitter Serotonin vor allem beim Einschlafen einen hemmenden Einfluss auf die noradrenergen Systeme.
Beim Einschlafen können Kerngebiete im Hirnstamm über verschiedene Wege hemmend auf die Aktivität des Thalamus einwirken. Dabei wird auch ein weiterer Transmitterstoff benutzt, nämlich γ-Aminobuttersäure (GABA). Es gibt also zwei Hauptwege, über die das aufsteigende retikuläre Aktivierungssystem den Thalamus erreicht: Direkt zur Aktivierung oder Erhöhung der Aufmerksamkeit und indirekt über hemmende Nervenzellen zur Abnahme der Aufmerksamkeit bis hin zur Schlafeinleitung.
Daneben wirken dieselben Kerngebiete im Hirnstamm hemmend auf Nervenzellgruppen im Rückenmark, was eine Erschlaffung der Skelettmuskeln (Atonie) zur Folge hat. Der Mensch wird nicht nur schläfrig, sondern auch der Tonus der Muskulatur nimmt ab. Beim Einschlafen im Sitzen fällt beispielsweise der Kopf nach vorn. Häufig kommt es beim Einschlafen auch zu speziellen Einschlafzuckungen.
Der Hypothalamus ist mit dem Auge verbunden und produziert bei Dunkelheit weniger von dem Transmitter Histamin und einem Peptid namens Orexin (von griech. ὄρεξις orexis „Verlangen, Appetit“), das zu einer gesteigerten Aufmerksamkeit führt. Orexin hat einen maßgeblichen Einfluss auf das Schlaf-Wach-Verhalten des Menschen. Zuerst wurde die appetitsteigernde Wirkung des Hormons festgestellt, daher der Name. Auch der Nucleus preopticus ventrolateralis (das „Esszentrum des Gehirns“, engl. ventrolateral preoptic nucleus, VLPO) des Hypothalamus ist an der Schlafeinleitung beteiligt. Der Nucleus suprachiasmaticus (SCN) enthält direkte Afferenzen (Zuleitungen) aus der Retina. Hier liegt die Hauptschaltzentrale der inneren Uhr, einer Art „Schrittmacher“, der die circadiane Rhythmik synchronisiert. Der SCN beeinflusst auch die Aktivität des Sympathikus. Über dieses vegetative System stimuliert der SCN die Freisetzung von Melatonin aus der Zirbeldrüse. Melatonin wird in den Abendstunden vermehrt ausgeschüttet und trägt zur Schlafeinleitung bei. Folglich erfährt das Gehirn über den Hypothalamus, dass es Zeit zum Schlafen ist, weil es dunkel geworden ist.
Der Körper besitzt weitere Botenstoffe, die zu erhöhtem Schlafbedürfnis beitragen können. So entsteht bei großen Stoffwechselleistungen (körperliche Arbeit) vermehrt Adenosin, das Müdigkeit hervorruft. Auch Entzündungsmediatoren wie Interleukin-1 wirken ähnlich und führen bei einer von Fieber begleiteten Krankheit zu erhöhtem Schlafbedarf.

### Aufrechterhaltung des Schlafs und Schlafphasen

Darstellung der Schlafstadien im Hypnogramm einer Nacht nach Rechtschaffen und Kales (1968)

Hypnogramm eines 90-minütigen Schlafzyklus – hier folgte nach kurzem „wach liegen“ (W) etwas Leichtschlaf (N1), unterbrochen von erneutem wach werden, danach etwas Schlaf des Stadiums N2 und ausgiebig Tiefschlaf (N3) sowie 13 Minuten REM-Schlaf (R). Nach der seit 2007 geltenden Einteilung der Schlafstadien.

Auch in seinem weiteren Verlauf ist der Schlaf neurophysiologisch gesteuert. Zu seiner Aufrechterhaltung variieren funktionelle Systeme des Gehirns die Schlaftiefe in zeitlichen Abständen. Dabei wechseln sich Tiefschlafphasen, in denen der Schlafende schwerer aufzuwecken ist, mit weniger tiefem Schlaf ab. Wenn sich gegen Ende des Schlafs, üblicherweise nach etwa sechs bis acht Stunden, diese Schlafphasen in immer kürzeren Abständen abwechseln, wird der Schlafende wach. Dieser zyklische Prozess wird auch Schlafrhythmus genannt.
Während des gesunden Schlafs zeigen Nervenzellverbände spezielle Synchronisierungen. Das bedeutet, dass sich ihre Aktionspotentiale in einem gemeinsamen Takt auslösen. Durch das Ableiten elektrischer Spannungsschwankungen an der Kopfoberfläche mittels einer Elektroenzephalografie (EEG) können diese verschiedenen Rhythmen gemessen und sichtbar gemacht werden. Je nach Schlaftiefe und dem damit verbundenen charakteristischen Wellen-Muster lässt sich der Schlaf in verschiedene Stadien einteilen. Nach der Frequenz und Amplitude dieser „inneren Rhythmen“ werden folgende Stadien und die dazugehörigen Wellen unterschieden, wobei die folgende Einteilung der Schlafstadien I–IV von 1968 ist (in der neueren Einteilung von 2007 sind die beiden Tiefschlafstadien 3 & 4 zu einem, N3, zusammengefasst; siehe Schlafprofil):
- Aufmerksamkeit: Betawellen (14 bis 30 Hz),
- entspannt mit geschlossenen Augen: Alphawellen (8 bis 13 Hz),
- Stadium I (leichter Schlaf, kurz nach dem Einschlafen): Das Gehirn geht von den Alphawellen über zu Thetawellen (4 bis 7 Hz). Die Muskelspannung wird reduziert und das bewusste Wahrnehmen der Umgebung entschwindet langsam.
- Stadium II: In dieser Phase treten Thetawellen weiterhin auf, dazu kommen jetzt sogenannte Schlafspindeln und K-Komplexe. Dieses Schlafstadium wird im Laufe eines 8-Stunden-Schlafes zunehmend länger und nimmt mehr als 50 Prozent des Gesamtschlafes ein.
- Stadium III (Übergang in den Tiefschlaf): Deltawellen (0,1 bis <4 Hz – langsame Wellen mit hoher Amplitude) treten nun in den Vordergrund (20 bis 50 Prozent der gemessenen Hirnwellen), die Muskelspannung nimmt weiter ab.
- Stadium IV (Tiefschlaf): Deltawellen machen nun mehr als 50 Prozent der gemessenen Gehirnwellen aus. Es ist die tiefste Schlafphase, entsprechend desorientiert und verschlafen wirken Schläfer, die jetzt geweckt werden. In dieser Schlafphase treten jedoch Phänomene wie Schlafwandeln und Sprechen im Schlaf auf.
- REM-Schlaf: Der sogenannte REM-Schlaf (englisch: rapid eye movement. auch Traumschlaf oder paradoxer Schlaf) unterscheidet sich in vielen Punkten von den anderen Schlafphasen. Das EEG ähnelt Schlafstadium I (vorwiegend Theta-Wellen). Es kommt jedoch in regelmäßigen Abständen zu schnellen, richtungslosen Bewegungen des Augapfels mit einer Frequenz von 1 bis 4 Hz. Traumberichte bei Weckungen in dieser Phase sind deutlich lebendiger, visueller und emotionaler als bei Weckungen in anderen Phasen. Während des REM-Schlafs sind die Skelett-Muskeln maximal relaxiert, nicht jedoch die Augenmuskulatur. Es kommt zu einer Aktivierung der meisten vegetativen Funktionen mit Erhöhung des Blutdrucks, der Atmungs- und Herzfrequenz, sowie zu einer erhöhten Durchblutung des Genitals. Letzteres manifestiert sich beim Mann als Erektion. Das Stresshormon Adrenalin wird in dieser Phase vermehrt ausgeschüttet (möglicherweise mehr Herzinfarkte in dieser Phase) und die Magen- und Zwölffingerdarmaktivität steigt. Die Dauer der einzelnen REM-Phasen liegt zu Beginn des Nachtschlafs bei durchschnittlich fünf bis zehn Minuten und wird in den folgenden Phasen länger. Die durchschnittliche Gesamtdauer pro Nacht liegt beim Erwachsenen bei ca. 104 Minuten. Foeten und Neugeborene dagegen verbringen fast die gesamte Schlafdauer im REM-Schlaf. Es scheint somit ein deutlicher Zusammenhang zwischen dem REM-Schlaf und der Reifung des ZNS zu bestehen.[20] Die Funktion dieser Schlafphase ist Gegenstand intensiver Forschungen.[21][22]

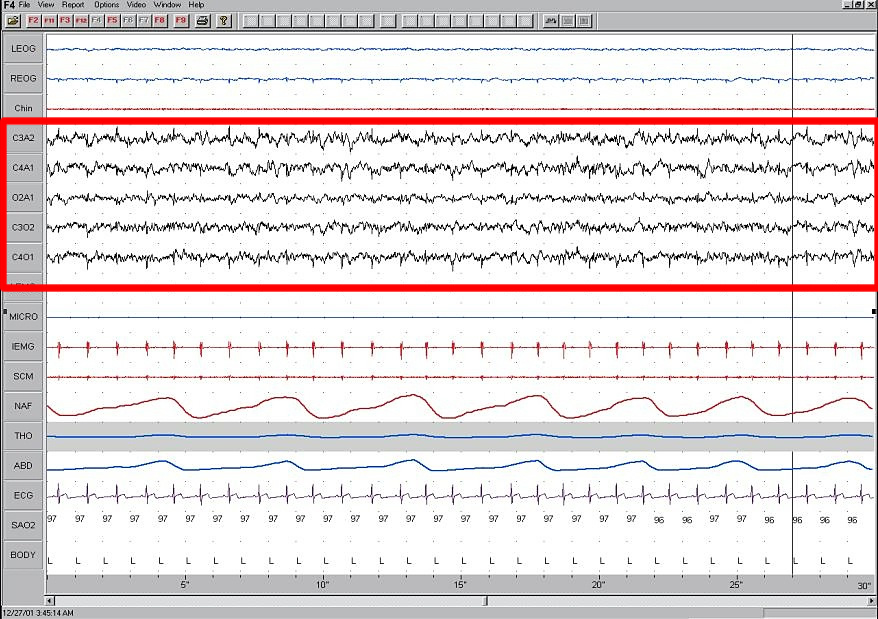
Stadium I
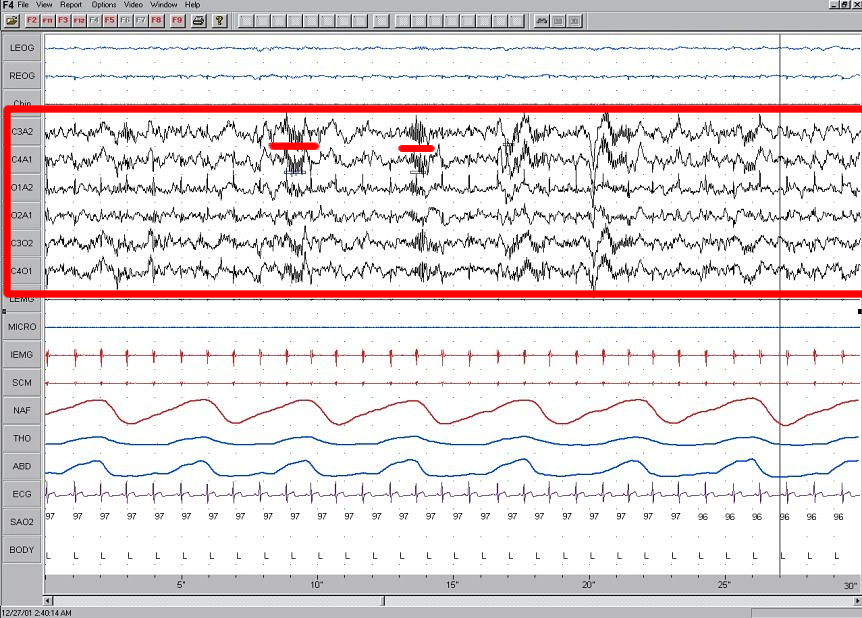
Stadium II, Schlafspindeln sind rot unterstrichen.
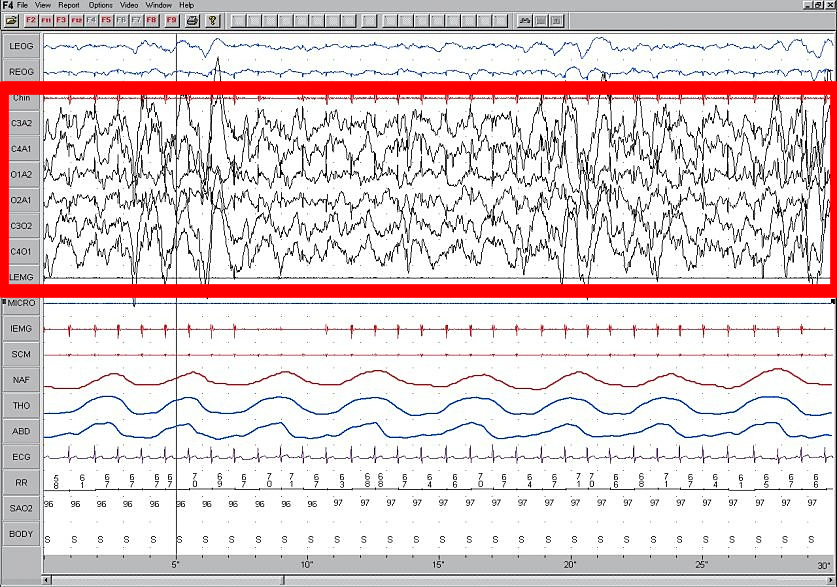
Stadium IV
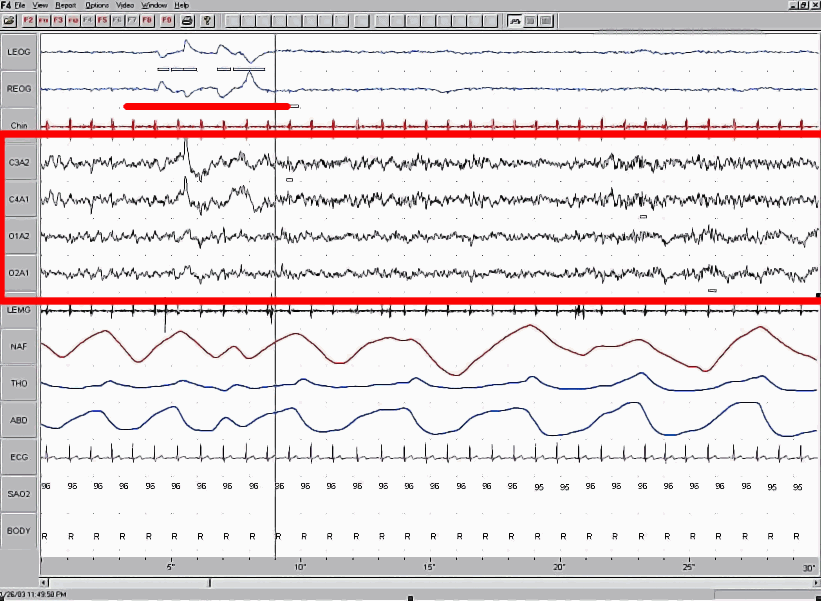
REM-Schlaf

Die Stadien I–IV werden (im Gegensatz zum REM-Schlaf) als Non-REM-, NREM- oder orthodoxer Schlaf bezeichnet. Die Stadien III und IV werden als Tiefschlaf oder (aufgrund der langsamen Hirnwellen) Slow-Wave-Sleep bezeichnet. In den Stadien I bis IV nimmt die EMG-Aktivität (Elektromyografie; Muskeltonus, v. a. der Hals- und Nackenmuskulatur) ab, bis es im REM-Schlaf zur völligen Muskelatonie kommt. Die Stadien I bis IV mit anschließendem REM-Schlaf werden mehrere Male pro Nacht wiederholt (etwa fünf- bis siebenmal). Dabei nehmen die Tiefschlafphasen zeitlich ab und die REM-Phasen zu. Das Stadium IV wird im späteren Verlauf der Nacht nicht mehr erreicht. Ältere Menschen erreichen sehr oft das Stadium IV überhaupt nicht mehr. Auch das Schlafmuster ändert sich mit dem Alter: Alte Menschen schlafen nachts nur noch wenige Stunden und schlafen dafür häufig am Tag noch einmal ein bis zwei Stunden. Säuglinge schlafen den ganzen Tag, aber jeweils in kurzen Phasen. Bei Erwachsenen konzentriert sich der Schlaf auf eine Kernzeit, meist in der Nacht. Ein Schlafzyklus dauert etwa 90 Minuten. Dieser 90-Minuten-Zyklus setzt sich auch in der Wachzeit fort und führt zu Phasen wechselnder Leistungsbereitschaft (ultradiane Rhythmik).

## Variationen der Schlafdauer beim Menschen
Die individuellen Schwankungen unterworfene „optimale“ tägliche Menge an Schlaf für den Menschen sowie deren Verteilung über den Tag ist wissenschaftlich umstritten. Nachdem lange die negativen Folgen von Schlafmangel im Mittelpunkt der Forschung standen, geraten in letzter Zeit zunehmend die offenbar ebenfalls unliebsamen Folgen von zu viel Schlaf ins Blickfeld. Dabei scheint sich – nach großen Studien in den USA und in Japan – herauszukristallisieren, dass die oft für Erwachsene genannten „acht Stunden am Tag“ schon zu lang sind und das Optimum eher zwischen sechs und sieben Stunden liegt, was auch der Durchschnitts-Schlafzeit in Deutschland entspricht (6 Stunden 59 Minuten laut einer an der Universität Regensburg durchgeführten Studie). Studien der Universitäten von Warwick und London kamen zum gleichen Ergebnis. Eine internationale Studie der amerikanischen National Sleep Foundation 2013 zeigte auch vergleichbare Ergebnisse, wobei klare Unterschiede in der Schlafdauer zwischen Werktagen und arbeitsfreien Tagen feststellbar waren. Auch gaben die meisten Personen an, nicht so viel Schlaf zu bekommen, wie sie eigentlich benötigen würden, um sich erholt zu fühlen. Trotzdem gab die Mehrheit an, auch an Werktagen ausreichend Schlaf zu bekommen, um sich am Morgen erholt zu fühlen. Einzelne Studien deuten auf einen möglichen Zusammenhang zwischen der Schlafstruktur und den Mondphasen hin.

### Individuelle Unterschiede
Das individuelle Schlafbedürfnis des Erwachsenen schwankt etwa zwischen sechs und zehn Stunden und folgt ungefähr einer Normalverteilung. Extreme treten bei Säuglingen auf, die 14 bis 17 Stunden schlafen (über den Tag verteilt), und bei alten Menschen, deren Schlafbedürfnis geringer ist („senile Bettflucht“). Nach Meinung des Schlafforschers Peretz Lavie ist von einem schlafgesunden Menschen auszugehen, wenn dieser sich bei einer täglichen Schlafdauer von vier bis zwölf Stunden wohlfühlt.
| Alter         | Durchschnittliches Schlafbedürfnis in Stunden/Tag |
| ------------- | ------------------------------------------------- |
| 0–3 Monate    | 14–17                                             |
| 4–11 Monate   | 12–15                                             |
| 1–2 Jahre     | 11–14                                             |
| 3–5 Jahre     | 10–13                                             |
| 6–13 Jahre    | 9–11                                              |
| 14–17 Jahre   | 8–10                                              |
| 18–64 Jahre   | 7–9                                               |
| über 64 Jahre | 7–8                                               |

Es ist von entscheidender Bedeutung, dass das individuell unterschiedlich ausgeprägte Schlafbedürfnis konstitutionell vorgegeben ist und folglich nicht durch falsch verstandenes „Training“ ausgeschaltet oder längerfristig ignoriert werden kann, ohne dass der Organismus Schaden erleidet. Wer zu den Menschen mit vermehrtem Schlafbedarf gehört, sollte daher seinen alltäglichen Lebensrhythmus nach Möglichkeit darauf einstellen und sein Verhalten entsprechend anpassen. Die optimale Schlafdauer eines Menschen hängt auch vom circadianen Rhythmus ab. Denn der Schlaf zur „falschen“ Tageszeit ist relativ ineffizient. Der Zeitraum für den Schlaf ist am besten, wenn die folgenden zwei Ereignisse in der Mitte des Schlafens zusammentreffen:
- maximale Melatoninkonzentration im Blut
- minimale Körperkerntemperatur.

Weiter sind innerhalb eines 24-Stunden-Tages die Phasen maximaler und minimaler Leistungsfähigkeit je nach Typus unterschiedlich verteilt. Vereinfachend kann zwischen einem Morgentyp und einem Abendtyp unterschieden werden. Der Morgentyp (zum Beispiel ein Frühaufsteher) ist bereits früh am Morgen fit und leistungsfähig, der Abendtyp entwickelt unter anderem als Nachtschwärmer (auch Nachtmensch) zu fortgeschrittener Abendzeit nochmals ein Aktivitätsmaximum. Im Jahr 2005 wurden die seit langem bekannten genetischen Einflüsse präzisiert, die hierbei eine Rolle spielen (Period3-Gen).
Tagschlaf ist möglich, weil die Hormonausschüttung erst nach dem Einleiten des Schlafs beginnt. Wird man kurz nach dem Beginn des Schlafs aufgeweckt, so hat man möglicherweise eine REM-Phase absolviert, besitzt aber noch nicht eine so hohe Hormonkonzentration, durch die man gleich wieder einschlafen würde.

### Schlafmangel
Als Schlafmangel bezeichnet man den kumulativen Effekt von zu wenig Schlaf. Schlafmangel kann zu mentaler oder physischer Müdigkeit führen und entsprechend die Leistungsfähigkeit reduzieren. Die genauen physiologischen Veränderungen durch Schlafmangel sind Gegenstand der Forschung.
Übermäßige Müdigkeit am Tag kann eine Folge von Schlafmangel sein. Sie kann jedoch auch Folge einer Schlafstörung wie Narkolepsie oder des Schlafapnoe-Syndroms sein. Eine betroffene Person ist immer müde, selbst wenn sie lange genug geschlafen hat. Diese Symptome sollten mit einem Arzt besprochen werden. Die Krankheiten sind oft behandelbar. Wer sich dieser Krankheiten nicht bewusst ist, kann für sich oder andere zur Gefahr werden, etwa durch Sekundenschlaf beim Autofahren oder plötzliche Unaufmerksamkeit am Arbeitsplatz. Schlafmediziner nennen dieses Krankheitsbild „Nicht erholsamer Schlaf“. Übermäßige Müdigkeit trotz genügend Schlaf kann allerdings auch gerade bei jungen Frauen an Eisenmangel, Blutarmut (Anämie) oder anderen Mangelerscheinungen liegen.
Beim Autofahren das Radio lauter zu drehen, das Fenster zu öffnen oder die Klimaanlage einzuschalten, um wach zu bleiben, hilft nur kurzzeitig und kann für die Person gefährlich werden, wenn trotz Müdigkeit oder Schwindelgefühlen weiter gefahren wird. Wer sich während der Fahrt müde fühlt, sollte baldmöglichst anhalten und ruhen. Koffeinhaltige Getränke verschieben nur die Müdigkeit. Laut Spork (Das Schlafbuch, 2007) hilft es am effektivsten, sofort einen Parkplatz aufzusuchen, ein starkes koffeinhaltiges Getränk zu trinken und danach zu schlafen. Das Koffein weckt die Person nach etwa 30 Minuten und es ist Studien zufolge möglich, unfallfrei weiterzufahren. Die Kombination aus Schlaf und Koffein wirkte in den Studien besser als jede der Maßnahmen alleine.
Schlafstörungen können auch häufig im Rahmen von psychischen Störungen und Erkrankungen auftreten, beispielsweise bei Depressionen, Angsterkrankungen oder Psychosen. Schlafstörungen können aber auch psychische Erkrankungen, insbesondere Depressionen, verursachen oder auslösen.
Bei Jugendlichen nimmt die Schlafdauer im Vergleich zur Kindheit deutlich ab. Dabei schlafen Jugendliche in der 12. Klasse durchschnittliche 6,9 Stunden pro Nacht. Erholsamer Schlaf ist wichtig für z. B. das Fühlen, Denken und die soziale Interaktion. Schlafmangel im Jugendalter kann sich beispielsweise in schlechter Laune und schlechter Emotionsregulation zeigen. Schlafmangel erhöht des Weiteren die Wahrscheinlichkeit für riskantes Verhalten, wie z. B. betrunkenes Autofahren oder Drogenkonsum bei Jugendlichen.
Längerfristiger Schlafmangel ohne ausreichende Erholungsphasen kann sich negativ auf die psychische und/oder körperliche Gesundheit auswirken. Mögliche Folgen können Kreislaufbeschwerden wie z. B. Bluthochdruck oder Durchblutungsstörungen sein. Zudem kann Schlafmangel eine Depression begünstigen und tritt bei dergleichen häufiger auf.

## Funktion
Die Aufklärung der biologischen Funktionen des Schlafs ist Gegenstand intensiver Forschung. Es gibt eine Reihe von Hypothesen, die zum Teil durch psychologische und auch physiologische Experimente untermauert wurden.

### Evolution
Die Grundlage für die Entwicklung von Ruhe- und Aktivitätszyklen gab die Erdrotation mit ihrem Rhythmus von Tag und Nacht. Die Blüten von Pflanzen öffnen und schließen sich in Abhängigkeit zur Tageszeit. Selbst Einzeller wie die Geißelalge Lingulodinium polyedrum (= Gonyaulax polyedra) richten ihre Aktivität nach dem Sonnenstand. Solche Beobachtungen an wenig entwickelten Organismen legen die Vermutung nahe, dass schon früh in der Evolution Anpassungen an die Licht- und Temperaturverhältnisse stattgefunden haben, um die metabolische Aktivität zu regulieren. Staedt und Stoppe vermuteten in neueren Studien, dass sich der elektrophysiologisch messbare Schlaf im Zuge der Entwicklung immer komplexerer neuronaler Netzwerke entwickelt habe. Danach gebe es eine direkte Beziehung zwischen dem Bedarf an Schlaf und der Leistungsfähigkeit des Gehirns, insbesondere was die Verarbeitung und Speicherung von Information betreffe.

### Entwicklungsbiologie
Entwicklungsbiologische Beobachtungen zeigten, dass die Vorgänge während des REM-Schlafes von Neugeborenen besonders wichtig für die Entwicklung des jungen Organismus zu sein scheinen. Studien, die den Effekt von Schlafmangel an Kleinkindern untersuchten, zeigten auf, dass dies zu Verhaltensstörungen, permanenten Schlafproblemen, reduzierter Gehirnmasse und einer ungewöhnlich hohen Nervenzellsterblichkeit führt.
REM-Schlaf scheint für die Entwicklung des Gehirns von entscheidender Bedeutung zu sein. Bei Neugeborenen – die an sich schon viel schlafen – macht er den größten Teil des Schlafes aus. Vergleicht man verschiedene Tierarten, so ist die Tiefschlafphase von Neugeborenen umso länger, je weniger entwickelt das Baby geboren wird. Es wurde vermutet, dass während des REM-Schlafes die Muskeln deshalb teilweise gelähmt würden, um die Aktivierung und Entwicklung des Gehirns voranzutreiben, ohne dass die dadurch entstehenden Nervenimpulse zu Bewegungen führen, die besonders ein Neugeborenes in Schwierigkeiten bringen könnten. REM-Mangel von Kleinkindern führt später zu Entwicklungsproblemen.
Diese Theorie erklärt jedoch nicht, weshalb auch Erwachsene nach wie vor REM-Schlaf brauchen, und auch nur unzureichend, weshalb der REM-Anteil bereits nach dem dritten Lebensjahr etwa gleich ist wie bei einem Erwachsenen. Die Jungen von Meeressäugetieren kennen keinen REM-Schlaf zu Beginn ihres Lebens, erst im Laufe der Zeit nimmt dieser zu. Zumindest bei diesen Tieren ist er also zur Entwicklung nicht notwendig. Zu beachten ist dabei jedoch, dass diese Tiere niemals mit beiden Gehirnhälften schlafen können, da sie als Lungenatmer sonst ertrinken würden.

### Ausschwemmung von Abfallstoffen aus dem Gehirn
Durch die Filtersysteme der Blut-Hirn-Schranke und der Blut-Liquor-Schranke ist sowohl die Versorgung (Nährstoffe) als auch die Entsorgung (Abfallstoffe) von Gehirn und Rückenmark (ZNS) aktiv eingeschränkt und unter spezieller biochemischer und biophysikalischer Kontrolle. Da jedoch gerade hier ein ungewöhnlich hoher durchschnittlicher Stoffwechsel vorliegt, müssen besondere Einrichtungen vorhanden sein, um den nötigen An- und Abtransport trotzdem zu gewährleisten.
Die Erforschung dieser Zusammenhänge führte 2012 zur Entdeckung des glymphatischen Systems, eines speziellen Mikrokreislaufs im ZNS zur Ausschwemmung von überflüssigem und schädlichem Material.
Der Vergleich des Transports bei wachen und schlafenden Tieren zeigte einen Rückgang um etwa 95 % im Wachzustand. Es zeigte sich weiter, dass im Schlaf das Volumen des Zellzwischenraums (Interstitium) durch Schrumpfung der Zellkörper vergrößert war, mit einem Anteil am Gesamtvolumen von etwa 24 % im Vergleich zu etwa 14 % im Wachzustand. Im Schlaf war daher >60 % mehr Raum für den Flüssigkeitstransport vorhanden. Noradrenalin, ein Hauptmodulator des Wachheitsniveaus, erwies sich auch als möglicher Regler des Volumens des Zellzwischenraums und damit der Effektivität des glymphatischen Systems.
Dieses Entsorgungssystem ist seither Gegenstand intensiver Forschung insbesondere wegen seiner Bedeutung für Entstehung und Vorbeugung bei neurodegenerativen Erkrankungen wie zum Beispiel der Alzheimer-Krankheit, der Parkinson-Krankheit oder der amyotrophen Lateralsklerose (ALS).

### Regeneration

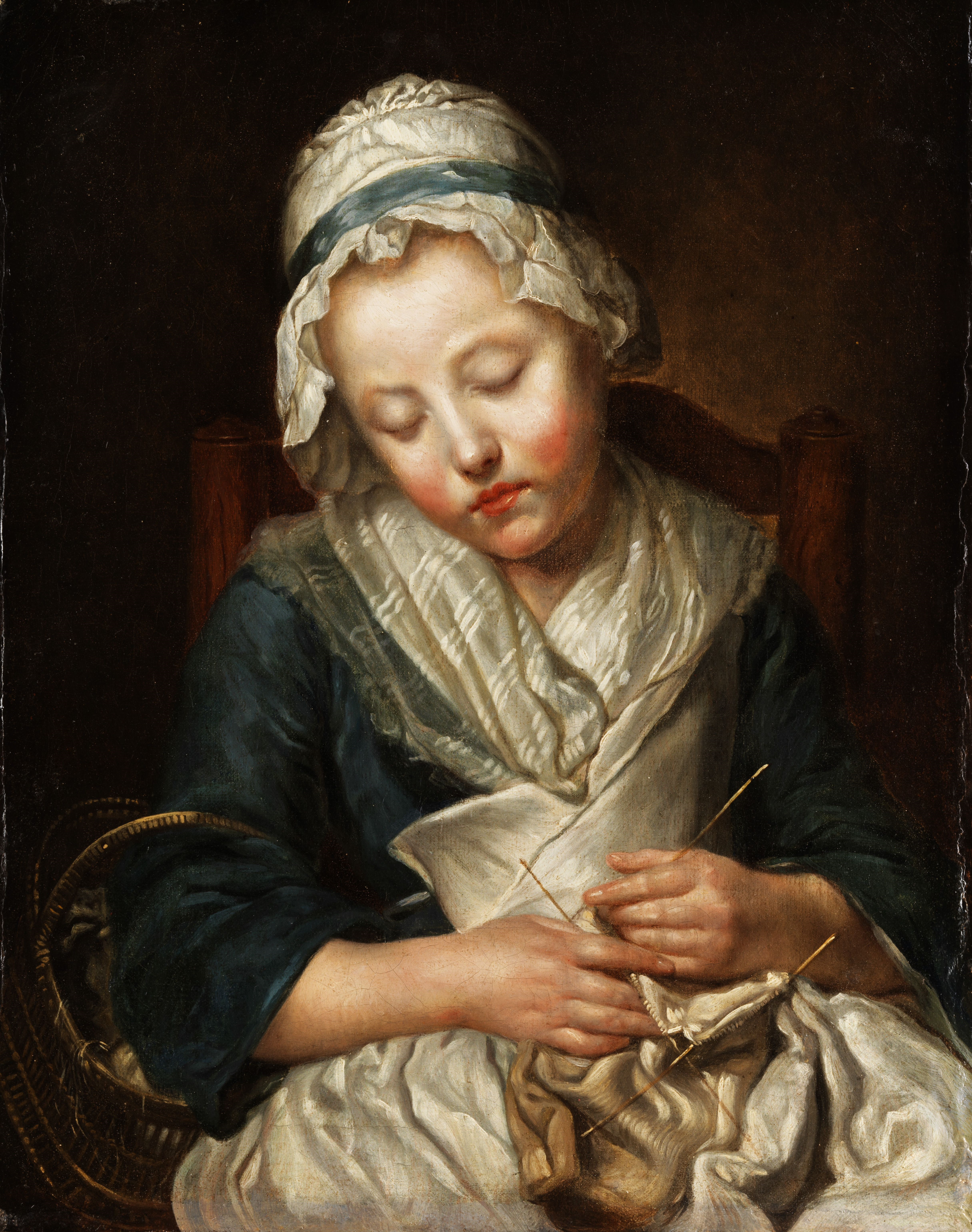
Beim Stricken eingeschlafenes Mädchen (Tricoteuse endormie) von Jean-Baptiste Greuze (1724–1805). Öl auf Leinwand, 64,3 × 51 cm.

Schlaf fördert die Wundheilung. Eine Studie von Gumustekin aus dem Jahr 2004 konnte aufzeigen, dass Schlafentzug die Heilung von Brandwunden bei Ratten negativ beeinflusst.
Es wurde auch aufgezeigt, dass Schlafentzug das Immunsystem und den Stoffwechsel beeinflusst. Bei einem Versuch wurden Ratten 24 Stunden am Schlafen gehindert. Verglichen mit der Kontrollgruppe war der Anteil an weißen Blutkörperchen um 20 Prozent reduziert, was eine deutliche Veränderung des Immunsystems darstellt.
Gesunde Menschen haben einen deutlich höheren Stoffwechselumsatz als Menschen, die an einer Schlafstörung leiden.
Eine Studie an 305 Kindern sammelte Informationen über Wachstum, Größe und Gewicht sowie die von den Eltern aufgezeichnete Schlafzeit während der ersten zehn Lebensjahre. Die Studie ermittelte keinen erkennbaren Zusammenhang zwischen Dauer des Schlafs bei Kindern und ihrem Wachstum. Die Konzentration von Wachstumshormonen nahm allerdings bei erwachsenen Männern während des Schlafs zu, besonders in den Stadien III und IV. Während einer Schlafzeit von acht Stunden schütteten besonders diejenigen Männer viele Wachstumshormone aus, deren gesamte Tiefschlafphasen relativ lang waren. Ob natürliche oder unnatürliche Änderungen der Schlafdauer zu Unterschieden beim Wachstum führen, ist jedoch noch unklar.
Die Schlafzeit verschiedener Arten ist im Allgemeinen umgekehrt proportional zur Größe des Tieres, aber zunehmend mit dem Grundumsatz, der bei kleinen Tieren groß ist (siehe dazu auch Kleibers Gesetz). Ratten mit einem sehr hohen Grundumsatz schlafen bis zu 14 Stunden pro Tag, während Elefanten und Giraffen mit deutlich geringerem Umsatz nur drei bis vier Stunden pro Tag schlafen.
Um Energie zu sparen, wäre es ausreichend, regungslos zu ruhen, ohne den Organismus teilweise von der Umwelt abzuschneiden, was gefährlich sein kann. Ein ruhendes, aber nicht schlafendes Tier hat größere Chancen, Raubtieren zu entgehen, und kann trotzdem Energie sparen. Allerdings konnte mittels Untersuchungen am Menschen gezeigt werden, dass Testpersonen im wachen Zustand trotz körperlicher Inaktivität tatsächlich deutlich mehr Energie verbrauchen als beim Schlafen bzw. im gleichen Zeitraum (24 Stunden) mit normalem Schlaf-Wach-Rhythmus: Während der Nacht, in der der Effekt besonders ausgeprägt ist, wiesen die Probanden im Wachzustand einen um fast ein Drittel (~32 Prozent) höheren Energieverbrauch auf, als wenn sie schliefen. Neuere Studien zeigten, dass es im Schlaf nicht nur zu einer Energieeinsparung kommt, sondern v. a. im Tiefschlaf in einigen Hirnarealen zu einer deutlichen Energiespeicherung. Der universale Energieträger ATP (Adenosintriphosphat) stieg im Gehirn von Ratten nur während des Tiefschlafes an und hing mit der Verminderung der Nervenaktivität in diesem Schlafstadium zusammen. Entsprechendes konnte auch in Studien mit narkotisierten Tieren gezeigt werden.
Manche Tiere brauchen nach dem Aufwachen aus ihrem Winterschlaf erneut einen Erholungsschlaf, möglicherweise aufgrund von „Schlafmangel“ während des Winterschlafs. Die Tiere hatten hierbei genügend Ruhe, benötigen jedoch anscheinend den Schlaf noch für etwas anderes.

### Ordnung, Aussortierung und Festigung von Erinnerungen
Nach dieser Hypothese werden im Schlaf Erlebnisse der Wachphasen verarbeitet. Das Gehirn werde dabei von überflüssigen Informationen „gereinigt“. Auch helfe der Schlaf, positive wie negative Erfahrungen einzuordnen („das muss ich erst mal überschlafen“, siehe Militärische Nacht) u. a. auch in Form von Träumen.
Wissenschaftler haben mehrere Zusammenhänge zwischen Schlaf und Gedächtnis entdeckt. Die Forscher erlaubten 18 Frauen und 22 Männern, während vier Tagen nur 26 Minuten pro Nacht zu schlafen. Während der Testphase wurden dauernd Kognitions- und Gedächtnistests mit den Probanden durchgeführt. Beim letzten Test war der Umfang des Arbeitsgedächtnisses um 38 Prozent geringer als bei einer Vergleichsgruppe, die normal geschlafen hatte. So konnte gezeigt werden, dass die Leistung des Arbeitsgedächtnisses unter Schlafmangel leidet. Das Arbeitsgedächtnis ist wichtig, weil es Informationen kurzfristig für die weitere Nutzung in einer aktuellen Situation bereithält und damit einen wichtigen Beitrag zur Entscheidungsfindung leistet.
Das Gedächtnis scheint während der verschiedenen Schlafphasen unterschiedlich beeinflusst zu werden. In einer Studie, bei der mehrere Gruppen von Menschen zu verschiedenen Zeiten geweckt wurden, konnte aufgezeigt werden, dass das deklarative Gedächtnis vorwiegend von Tiefschlaf, das prozedurale Gedächtnis aber vorwiegend von einer langen REM-Schlafphase gefördert wird.
Eine weitere Untersuchung unterstützte diese Thesen indirekt. Die Probanden waren 22 männliche Ratten. In einem Käfig konnte sich eine einzelne Ratte frei von einem zum anderen Ende bewegen. Der Boden der Kiste bestand aus einem Stahlgeflecht. Ein Lichtstrahl erhellte die Box, gleichzeitig ertönte ein lautes Signal. Fünf Sekunden danach bekamen die Ratten Elektroschocks. Begab sich eine Ratte zum anderen Ende der Kiste, hörten die Schocks auf. War sie gar schnell genug, konnte sie diese sogar vollständig vermeiden. Der Test wurde mit der Hälfte der Ratten 30-mal durchgeführt, während die restlichen Ratten (als Kontrollgruppe) unabhängig von ihrer Reaktion mit Elektroschocks behandelt wurden. Nach jeder Testphase wurden die Ratten für sechs Stunden in einen Detektor gelegt, der Gehirnströme, Schlafstadien und weitere Daten über die Tiere sammelte. Der Test wurde insgesamt dreimal wiederholt. Die Studie kam zu dem Schluss, dass während des Schlafes nach den Tests diejenigen Ratten, die gelernt hatten, etwa 25 Prozent längeren REM-Schlaf aufwiesen als die Kontrollgruppe, die nichts gelernt hatte. Diese Untersuchung stützt die zuvor genannten Resultate und zeigt eine Korrelation zwischen REM-Schlaf und prozeduralem Gedächtnis auf.
Inzwischen konnte die Verstärkung von Nervenverbindungen, die speziellen Gedächtnisinhalten dienten, während des Schlafs mit dem Mittel der Optogenetik direkt beobachtet werden. Ferner, wurde der Schlaf durch Störung unterbrochen, wurde auch die Verstärkung der Nervenverbindungen unterbrochen.
2015 gelang es erstmals, bei Mäusen eine künstliche (falsche) Erinnerung im Schlaf zu erzeugen, die die Tiere dann nach dem Aufwachen durch ihr Verhalten unmittelbar bestätigten. Eine Ortszelle in der Hirnregion für das räumliche Gedächtnis (Hippocampus) wurde während des Schlafs durch elektrische Reize mit einer für angenehme Gefühle zentralen Hirnregion (Nucleus accumbens) verknüpft. Nach dem Aufwachen besuchten die Tiere den entsprechenden Ort ihrer Behausung auffällig häufig, und zwar genauso wie andere Tiere, die in ihrer Wachzeit eine echte Ortserinnerung erlernt hatten.

### Synaptische Homöostase-Hypothese
Giulio Tononi entwickelte in Zusammenarbeit mit Chiara Cirelli die Synaptische Homöostase-Hypothese, die besagt, dass der Tiefschlaf dazu notwendig sei, ein Grundniveau synaptischer Verschaltung wiederherzustellen:
Im Wachzustand würden, aufgrund der erhöhten Informationsflüsse, Verstärkungen in den Netzstrukturen der Nervenzellen gebildet, d. h. die Synapsenstärke nehme zu, und es entstünden auch synaptische Neuverknüpfungen. Dies geschehe durch den bekannten Mechanismus der Langzeitpotenzierung: Bestimmte Kombinationen von Signalübertragungen zwischen Nervenzellen bewirken eine Potenzierung der beteiligten Synapsen, die längere Zeit anhält. Würden sich diese Prozesse im Laufe der Zeit unbehindert fortsetzen, würden die Netze bald überlastet sein. Im Tiefschlaf (genauer: im Non-REM-Schlaf) komme es deshalb zu einer Art Gleichschaltung gewisser neuronaler Gruppen, die sich durch langsamwellige Potentiale bemerkbar macht (im EEG treten die sog. Delta-Wellen auf) und dazu führe, dass die synaptischen Bindungsstärken und auch die Synapsenanzahlen wieder abnehmen (synaptic downscaling). Nur die „starken“ Synapsen blieben bestehen. Die so im Tiefschlaf bewirkte Synapsenrückbildung solle wegen der selektiven Reduktion wieder genug Energie und Raum für neue Lern- und Verarbeitungsvorgänge zur Verfügung stellen. Auch, so wird vermutet, könne damit innerhalb der gegebenen Informationsfülle Wichtiges von Unwichtigem getrennt und herausgefiltert werden.

„Im Wesentlichen ist der Schlaf der Preis, den wir für die neuronale Plastizität zahlen müssen…“

Im Gegensatz dazu hat Jan Born darauf verwiesen, dass einige der tagsüber neu gebildeten Nervenverbindungen von der allgemeinen nächtlichen Schwächung ausgespart würden. Diese bleibenden neuen Verbindungen repräsentierten neue Gedächtnisinhalte, die nachts gerade dadurch verstärkt würden, dass andere – weniger wichtige – Verbindungen eines gemeinsamen Netzwerkes geschwächt würden. Tononi habe diese Komponente inzwischen auch in seine Theorie integriert.

### Problemlösungen während des Schlafs
Die Alltagserfahrung, dass manche Probleme sich plötzlich beim morgendlichen Aufwachen lösen, konnte seit 2004 wiederholt in ausgeklügelten Experimenten wissenschaftlich bestätigt werden. Versuchspersonen lösten Zahlenrätsel, für die mehrere Einzelschritte erforderlich waren. Was ihnen nicht gesagt wurde, war, dass es eine Abkürzung gab, durch die man sich einige Schritte ersparen konnte. Nach der Einübungsphase ließ man einen Teil der Probanden acht Stunden schlafen. Danach war in dieser Gruppe mehr als doppelt so vielen Probanden die Möglichkeit der Abkürzung klar wie in den Gruppen, die tags oder nachts acht Stunden wach geblieben waren.

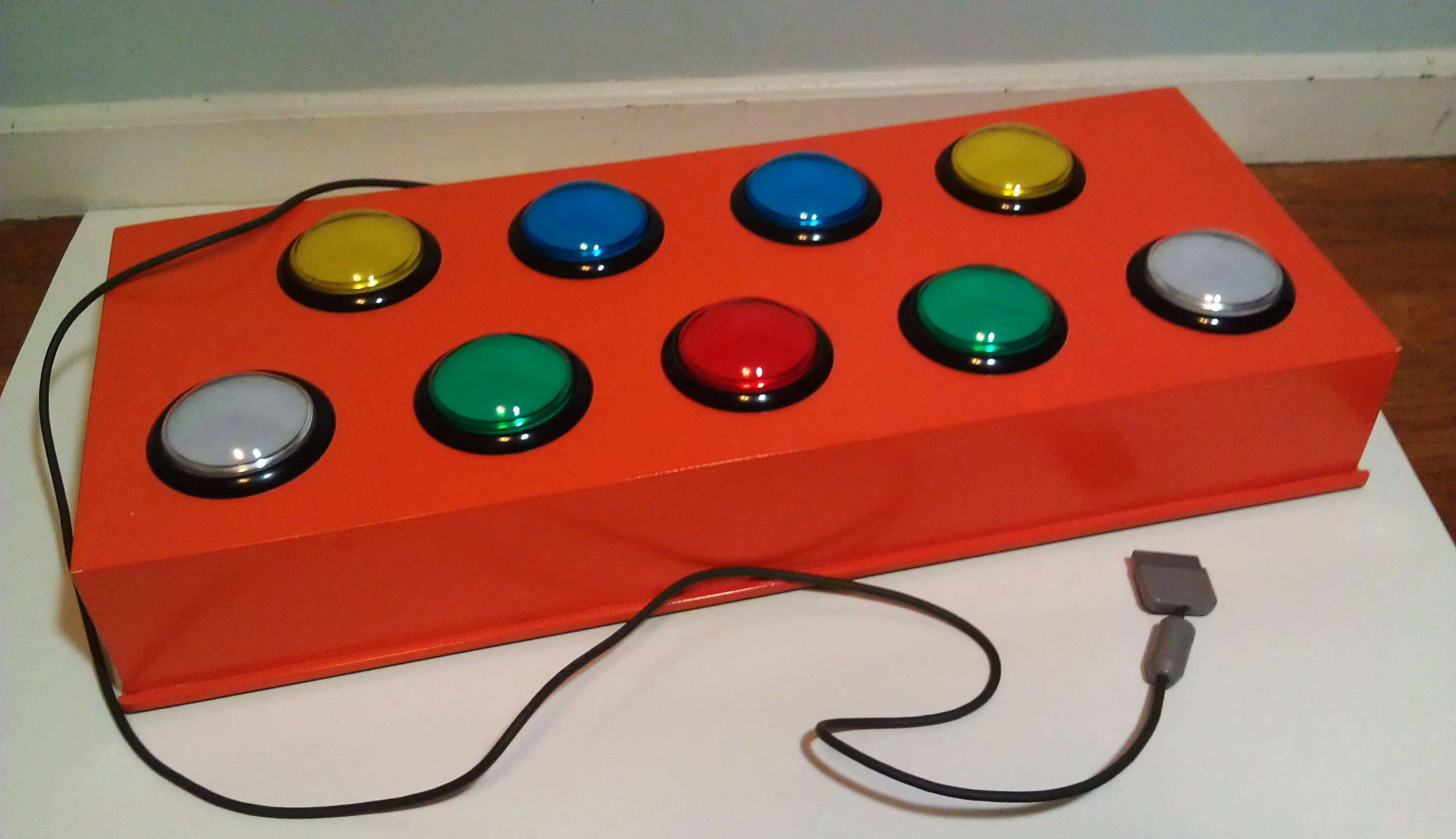
Kasten mit wechselnd aufleuchtenden Druck-Knöpfen

In einem anderen Experiment wurde die Problemlösung während des Schlafs zwischen einer Gruppe elfjähriger Kinder und der Gruppe ihrer Eltern verglichen. Bei einem Kasten mit mehreren Knöpfen mussten möglichst schnell immer die gedrückt werden, die gerade aufleuchteten. Was nicht gesagt wurde, war, dass es eine Regelmäßigkeit in der Reihenfolge des Aufleuchtens gab. Nach einer ersten Übungsphase hatte auf Nachfrage niemand der Kinder oder Erwachsenen irgendetwas von Regelmäßigkeit bemerkt. Als das Experiment mit neuen Versuchspersonen wiederholt wurde und diesmal zwischen Übungsphase und Nachfrage eine Schlafphase lag, war manchen Erwachsenen und nahezu allen Kindern die Regelmäßigkeit klar, und sie konnten die vorher unbekannte Folge vollständig rekonstruieren.

## Schlafforschung

### Geschichtliche Anfänge
Die Schlafforschung ist eine relativ junge Disziplin der Biologie und der Medizin, die ersten Elektroenzephalographie-Untersuchungen (EEG) im Schlaflabor wurden in den 1920er Jahren gemacht. Der griechische Arzt Hippokrates und die Philosophen Platon und Aristoteles hatten versucht, den Schlaf durch ein Aufsteigen von mit der Nahrung aufgenommenen giftigen Dämpfen aus dem Magen zu erklären, die im Schlaf abgebaut würden. Zudem ließe sich Blut, das während des Wachens überhitzt, aufgestaut oder eingedickt worden sein soll, nur im Schlaf abkühlen und verdünnen. Im Mittelalter dachte die Heilkundlerin Hildegard von Bingen, der Mensch brauche Schlaf, da er grundsätzlich aus zwei Teilen bestehe. Deshalb brauche das Wachsein den Gegenpol Schlaf. Alexander von Humboldt nahm noch im 19. Jahrhundert an, Schlaf müsse sein, um einem Sauerstoffmangel im Gehirn entgegenzuwirken.
Die wichtige Entdeckung des REM-Schlafes gelang den Forschern Eugene Aserinsky und Nathaniel Kleitman im Jahr 1953. Vier Jahre später wurde die Theorie aufgestellt, wonach nur in dieser Schlafphase das Träumen stattfindet. Dies ist heute zwar widerlegt, denn man träumt eindeutig auch im Tiefschlaf, doch geht man immer noch davon aus, dass die Träume im REM-Schlaf besonders realistisch und lebhaft sind.

### Schlafforschung im Sport
Alles, was die sportliche Leistungsfähigkeit beeinträchtigt bzw. begünstigt, wird im Rahmen der Trainingswissenschaft erforscht. Da Sportler häufig an aufeinander folgenden Tagen Wettkämpfe zu bestreiten haben, ist die Schlafforschung eine wichtige Teildisziplin. Da Melatonin die körperliche Leistung nicht beeinträchtigt, ist es das Hilfsmittel der ersten Wahl bei Jetlag. Bei Wettkämpfen ist es jedoch häufig auch eine Frage des Zusammenwirkens von schneller Erholung und Schlaf. Ein Abendessen mit vielen Kohlenhydraten eignet sich zwar gut zum Auffüllen der Glykogenspeicher, bewirkt jedoch einen kürzeren Schlaf, wohingegen ein Abendessen mit viel Proteinen nicht nur gut gegen Muskelkater ist, sondern die Schlafqualität verbessert. Fett zum Abendessen beeinflusst die gesamte Schlafdauer negativ. Wird die Kalorienmenge herabgesetzt, verkürzt sich die Schlafzeit. Siehe hierzu auch Fettleibigkeit#Schlafgewohnheiten.

### Schlafgene
Die Dauer des Schlafes und auch seine Qualität werden von verschiedenen Genen mitbestimmt. Bis jetzt wurden sieben Gene entdeckt, die mit der Schafdauer zusammenhängen. Das DEC2-Gen steuert zum Beispiel die Konzentration von Orexin. Es ist ein Hirnbotenstoff, der die Wachheit steigert. Ein Mangel führt zur Narkolepsie
.

## Schlaf und Sexualität

### Konnotation
Der Ausdruck „miteinander schlafen“ steht für den sexuellen Beischlaf. Tatsächlich hat der im wachen Zustand ausgeübte Beischlaf mit Schlafen im eigentlichen Sinne nichts zu tun. Der Ursprung dieser Umschreibung dürfte daher kommen, dass der übliche Ort für Geschlechtsverkehr wie für „normales“ Schlafen das Bett ist. In Japan etwa wurde nach dem Zweiten Weltkrieg, während der Besatzung durch die Amerikaner, sogar das Abbilden und Filmen von Schlafzimmern aus sittlichen Gründen verboten. Die Japaner assoziieren noch viel mehr als die Europäer alles, was mit der Schlafstätte zu tun hat, mit Sex, so etwa den Ausdruck „das Kopfkissen teilen“ oder die „Matte aus Reisstroh“ (tatami).

### Pollution
Pollution oder nächtlicher Samenerguss ist ein unwillkürlicher Samenerguss, ausgelöst durch einen unbewussten Orgasmus, der ohne aktives Zutun und ohne Wachbewusstsein bei Männern und männlichen Jugendlichen ab der Pubertät während des Schlafes auftreten kann. Dieses Ereignis ist oft von erotischen Träumen begleitet.

### Morgendliche Erektion
Eine morgendliche Erektion ist eine Erektion des Penis, die beim morgendlichen Erwachen festgestellt wird. Manche Männer haben fast jeden Morgen eine Erektion, andere selten oder nie. Die Ursache dieser speziellen Erektion wird nicht in sexueller Erregung vermutet, sondern in Begleitumständen der REM-Phase des Schlafes. Während der REM-Phasen beschleunigen sich Puls sowie Atmung und der Schläfer durchlebt intensive Träume. Außer bei Albträumen kommt es in diesen Phasen auch häufig zur Erektion. Diese Erektionen sind unabhängig davon, ob der Trauminhalt sexuell ist oder nicht.

## Schlaf und Lernen
Für eine optimale Gedächtnisfunktion ist gesunder Schlaf unabdingbar. Schlaf, Lernen und Gedächtnis sind komplexe, interagierende Phänomene. Viele Studien an Menschen und Tieren zeigen, dass die Qualität und Quantität des Schlafes einen großen Effekt auf das Lernen und die Gedächtnisfunktion hat. Nach dem Stand der Forschung fördere der Schlaf das Lernen und das Gedächtnis auf zwei verschiedene Art und Weisen: Erstens fehlt es einer Person, welche an Schlafmangel leidet, an der nötigen Fähigkeit, sich zu konzentrieren, um neue Information aufzunehmen; sie kann somit nicht effektiv lernen. Zweitens wird durch Schlafmangel die Konsolidierung und Integration des Gelernten gestört.

## Pathologie des Schlafes
Als Pathologie bezeichnet man in der Medizin die „Lehre von den abnormen und krankhaften Vorgängen und Zuständen im Körper und deren Ursachen“. (Siehe auch Schlaflosigkeit)

### Schlafapnoe
Das Schlafapnoe-Syndrom (SAS) ist ein Beschwerdebild, das in der Regel durch Atemstillstände (Apnoen) während des Schlafs verursacht wird und in erster Linie durch eine ausgeprägte Tagesmüdigkeit bis hin zum Einschlafzwang (Sekundenschlaf) sowie eine Reihe weiterer Symptome und Folgeerkrankungen gekennzeichnet ist.
Die Atemstillstände führen zu einer verringerten Sauerstoffversorgung und zu wiederholten Aufweckreaktionen (als Alarmreaktion des Körpers). Die meisten Aufweckreaktionen führen aber nicht zum Aufwachen, sondern lediglich zu erhöhten Körperfunktionen, beispielsweise zu beschleunigtem Puls. Deswegen werden sie von den Betroffenen meist nicht wahrgenommen. Als Folge der Aufweckreaktionen geht die Erholsamkeit des Schlafs verloren, was meistens zu der typischen, ausgeprägten Tagesmüdigkeit führt.

### Restless-Legs-Syndrom
Beim Restless-Legs-Syndrom (Wittmaack-Ekbom-Syndrom) leiden die Patienten unter unangenehmen Missempfindungen oder Bewegungsdrang in den Beinen (oder Armen), sobald sie zur Ruhe kommen, sodass sie nachts nicht einschlafen können. Das RLS ist eine neurologische Erkrankung, die sehr weit verbreitet ist (fünf bis zehn Prozent der Bevölkerung). Es wird – auch von den Betroffenen selbst – oftmals lange Zeit nicht als Ursache der Schlafstörungen erkannt. Der entstehende Schlafentzug durch die gestörten Schlafphasen führt zu Tagesmüdigkeit, kognitiven Leistungseinbußen und depressiven Verstimmungen. Eine Behandlung mit Medikamenten ist fast immer möglich.

### Zirkadiane Schlaf-Wach-Rhythmusstörung
Unter diesen Störungen versteht man Schlafstörungen, bei denen Betroffene einen untypischen Biorhythmus haben. Die Schlafphase verschiebt sich dementsprechend, was zu Problemen mit gesellschaftlichen Normen, die zum Beispiel bei den Arbeitszeiten zur Anwendung kommen, führen kann.
Beim Verzögerten Schlafphasensyndrom (auch Delayed Sleep Phase Syndrome, DSPS) und dem Vorverlagerten Schlafphasensyndrom (auch Advanced Sleep Phase Syndrome, ASPS) sind Betroffene nicht in der Lage, sich an einen für sie passenden Schlaf-Wach-Rhythmus zu gewöhnen. Ihnen ist es beim Verzögerten Schlafphasensyndrom nur möglich, zu einer späten Tageszeit – also frühmorgens – beziehungsweise beim Vorverlagerten Schlafphasensyndrom zu einer frühen Tageszeit – also nachmittags oder frühabends – Schlaf zu finden.
Eine Schlaf-Wach-Störung bei Abweichung vom 24-Stunden-Rhythmus führt bei Betroffenen dazu, dass sie jeden Tag zu einer anderen Uhrzeit einschlafen. Ein Intervall aus Schlafen und Wachen ist dann entweder kürzer als 24 Stunden, sodass Betroffene jeden Tag früher einschlafen und entsprechend früher erwachen, oder es ist länger als 24 Stunden, sodass Betroffene jeden Tag später einschlafen und entsprechend später erwachen.

### Narkolepsie
Narkolepsie ist ein Syndrom von vier Merkmalsbereichen, deren vorherrschendes Symptom eine krankhaft gesteigerte Tagesschläfrigkeit in Verbindung mit einer veränderten Phasenstruktur des Nachtschlafes ist. Hinzu kommt häufig ein durch Auslöserereignisse veranlasster Verlust der Muskelkontrolle (Kataplexie) und/oder entsprechend veranlasster Schlaf (Trigger-Schlaf) am Tag. In Verbindung mit der veränderten Reihenfolge der nächtlichen Schlafphasen können außerdem hypnagoge Halluzinationen und Schlafparalyse auftreten.
Schlaflähmung tritt auch bei gesunden Menschen manchmal beim Erwachen auf. Die Lockerung der Nervenblockade läuft dann in falscher Reihenfolge ab, sodass zuerst die sensorischen Nerven und danach die motorischen Nerven „freigeschaltet“ werden. In diesem Zustand sieht, hört und fühlt der Betroffene alles, kann jedoch nichts sagen, sich nicht bewegen, auch nicht die Atmung beschleunigen. Es wird von einem beengenden Gefühl völliger Machtlosigkeit berichtet.
Ein vergleichbarer Zustand tritt manchmal bei unzureichend narkotisierten Patienten während einer Operation auf. Manche Formen des Komas sollen ebenfalls von Betroffenen so empfunden werden, auch gibt es Berichte von Drogenkonsumenten über derartige Erfahrungen.

### Tödliche familiäre Schlaflosigkeit
Die tödliche familiäre Schlaflosigkeit ist eine Krankheit, bei der die Betroffenen nicht fähig sind, zu schlafen. Es handelt sich bei dieser Erkrankung um eine äußerst seltene familiär vererbte Erkrankung. Verantwortlich für die Erkrankung ist ein mutiertes Prionenprotein-Gen. Die meisten Patienten erkranken zwischen dem 40. und 60. Lebensjahr. Im Vordergrund steht eine schwere Störung des Schlaf-wach-Rhythmus der Patienten, das heißt, sie leiden unter schweren Schlafstörungen. Es wird daher angenommen, dass sich die krankhaften Veränderungen speziell im Stammhirn abspielen, das als entwicklungsgeschichtlich alter Teil des Gehirns den Aktivitätsrhythmus steuert. Die Erkrankung verläuft über sieben bis achtzehn Monate und endete bisher immer tödlich. Sie wurde erstmals im Jahr 1986 beschrieben und ihre erbliche Übertragbarkeit im Jahr 1995 nachgewiesen.

### Bruxismus
Bruxismus ist die Fachbezeichnung für meist nächtliches Zähneknirschen, welches der betroffenen Person nicht bewusst ist. Erkannt wird es meist von Zahnärzten anhand abgeschliffener Zähne. Eine vor allem nachts zu tragende, meist weiche Schiene schützt die Zähne.

### Behandlung
Es gibt Empfehlungen, der Schlaflosigkeit mit Schlafritualen zu begegnen: Abendgebet, Atemtechniken, pulsierendes Licht, „Schäfchen zählen“ und so weiter helfen der Psyche, über vertraute Gedanken zur Ruhe zu kommen. Die Barmer-Krankenkasse empfiehlt Masturbation zum Einschlafen.
Unter verschiedenen Umständen jedoch leiden Menschen unter Schlaflosigkeit, zum Beispiel in einer reaktiven Depression oder wegen der Störung durch Schmerzen. Unter diesen Umständen können Schlafmittel (Hypnotika) zu Hilfe genommen werden.
Weiterhin wird empfohlen, die wichtigsten Regeln der Schlafhygiene zu beachten, also einen regelmäßigen Schlafrhythmus einzuhalten.
Neben pflanzlichen Arzneimitteln (zum Beispiel Baldrian) werden insbesondere Antihistaminika, kurzwirksame Benzodiazepine (zum Beispiel Brotizolam) als Einschlafmittel, mittellang wirksame Benzodiazepine (zum Beispiel Nitrazepam und Diazepam) als Durchschlafmittel sowie neuere kurzwirksame Schlafmittel, wie Zopiclon und Zolpidem, zur Behandlung von Schlafstörungen eingesetzt. Antihistaminika vermitteln ihre Effekte über eine Hemmung der Wirkung des „Weckhormons“ Histamin an seinen Histamin-Rezeptoren. Benzodiazepine, Zolpidem und Zopiclon wirken an den GABA-Rezeptoren im Thalamus. Dort fördern sie die hemmende Wirkung dieses Transmitters. Die früher sehr verbreiteten Barbiturate werden heute aufgrund eines ungünstigen Nutzen-Risiko-Verhältnisses (Suizid-Potential und Unterdrückung des REM-Schlafs) praktisch nicht mehr als Schlafmittel verwendet.
In den USA wird das Hormon Melatonin, das physiologisch aus der Zirbeldrüse ausgeschüttet wird, zunehmend als Wunderdroge und Anti-Aging-Mittel verkauft. Bekannt ist, dass Melatonin sedierende Eigenschaften besitzt und die Produktion in den Abendstunden immer mehr zunimmt und es damit eine Art körpereigenes Schlafmittel darstellt. Der Einsatz von Melatonin als Medikament ist jedoch umstritten.

## Schlafentzug
Schlafentzug ist das gewollte oder ungewollte Verhindern des Schlafens, d. h. die Unterdrückung des Schlafdruckes.

### Therapeutischer Schlafentzug
In der Psychiatrie wird der therapeutische Schlafentzug bei der Behandlung von Depressionen eingesetzt. Bei etwa 60 % der Patienten komme es nach einer schlaflosen Nacht zu einer vorübergehenden Besserung der Symptomatik. Der antidepressive Effekt sei jedoch gewöhnlich nicht anhaltend, so dass die meisten Patienten sogar nach einer Nacht des Schlafens (einer sogenannten Erholungsnacht) wieder einen Rückfall erleiden würden. Bis zu 15 % der Patienten in klinischen Studien zeigen jedoch eine anhaltende Response nach völligem Schlafentzug.

### Folgen
Bei Menschen führt Schlafentzug über einen längeren Zeitraum zum Sekundenschlaf.
Fortdauernder Schlafentzug über sieben Tage führte bei Ratten durch Hautgeschwüre, Polyphagie bei gleichzeitigem Gewichtsverlust, Herabsetzung der Körpertemperatur teilweise in Verbindung mit Blutvergiftung zum Tod. Vor ihrem Tod sank ihre Körpertemperatur (Thermoregulation) und ihr Gewicht.

### Schlafentzug als Folter oder Strafe
Schlafentzug wurde und wird als Foltermittel eingesetzt.
Im antiken Rom soll König Perseus von Makedonien als Gefangener durch Schlafentzug getötet worden sein. Aus dem alten China wird berichtet, dass Verbrecher mit dem Tod durch Schlafentzug bestraft wurden.
In dem von den USA bei Guantánamo betriebenen Gefangenenlager wird häufig versucht, Häftlinge durch Schlafentzug bei Verhören zur Kooperation zu bewegen.
In der Bundesrepublik Deutschland wurden RAF-Häftlinge in Isolationshaft in Zellen mit ständiger Beleuchtung und durch regelmäßiges Wecken am Schlaf gehindert. In der Sowjetunion unter Stalin war Schlafentzug eine gängige Verhörmethode, aber auch in der DDR in Stasigefängnissen bis 1989.

### Schlafentzug durch Stimulanzien
Um das Schlafbedürfnis zu unterdrücken, kann auf verschiedene Substanzen zurückgegriffen werden. Bekannt für seine Wachheit fördernde und anregende Wirkung ist der Wirkstoff Coffein, der beispielsweise in Kaffee und in meist geringerer Konzentration auch in Tee enthalten ist. Coffein wirkt dabei im Zentralnervensystem hauptsächlich als Adenosin-Antagonist.
Drogen vom Typ der (indirekten) Sympathomimetika, wie Amphetamin, Ephedrin oder Cathin (aus den Kath-Blättern), wirken stimulierend – mit erheblichen Nebenwirkungen.

## Träumen

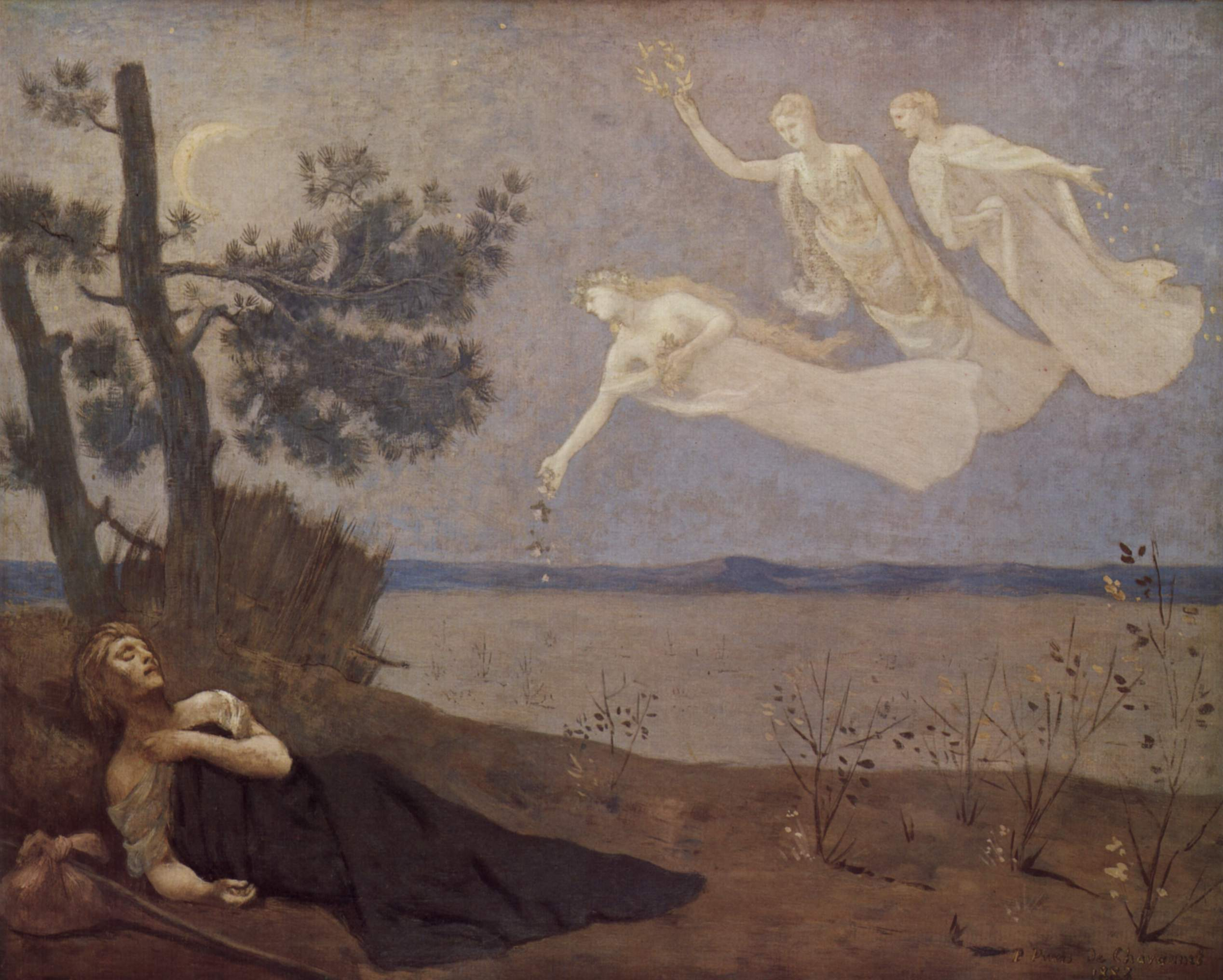
Pierre Puvis de Chavannes, Der Traum, 1883

Als Traum wird das psychische Erleben im Schlaf bezeichnet, das überwiegend von Sinneswahrnehmungen geprägt ist. Kognitive Fähigkeiten wie begriffliches Denken und kausal-logisches Erinnern treten dabei in den Hintergrund. Während des Traumgeschehens ist eine Unterscheidung zwischen psychischem Erleben und körperlicher Sinneswahrnehmung aufgehoben, wodurch innere psychische Prozesse als äußere physische Realität erlebt werden. Die meisten Träume sind nach dem Erwachen oft schwer oder überhaupt nicht erinnerlich. Studien zufolge erinnern sich die Menschen allerdings fast immer an lebhafte Träume beim direkten Aufwachen aus der REM-Phase. Im REM-Stadium ist das Gehirn so aktiv wie beim Einschlafen, daher ist dies auch ein optimaler Zeitpunkt zum Aufwachen.
Nur in seltenen Fällen erlebt der Schlafende einen Klartraum, das heißt, er ist sich vollends bewusst, dass er träumt, und kann sein Handeln im Traum aktiv beeinflussen.
Auch ist die Traumerinnerung trainierbar. Dieses Vorgehen wird häufig von Menschen unternommen, die mehr Klarträume erleben möchten.
Die Traumdeutung wird in wissenschaftlichen und außerwissenschaftlichen Bereichen auch als Oneirologie bezeichnet.

## Schnarchen
Obwohl Schnarchen für die meisten Menschen harmlos sein dürfte, könnte es ein Hinweis auf eine lebensbedrohende Schlafstörung namens Schlafapnoe-Syndrom sein, besonders wenn es mit großer Müdigkeit am Tag einhergeht. Der an Schlafapnoe Leidende atmet mit großen Unterbrechungen, was zu Sauerstoffmangel führen kann. Personen, die darunter leiden, erwachen in der Nacht und hecheln nach Luft. Die Atempausen reduzieren den Sauerstoffanteil im Blut, belasten das Herz und den Blutkreislauf und können zu Herz-Kreislauf-Erkrankungen führen.

## Schlafkultur
Die Schlafkultur beschreibt kulturelle und geschichtliche Aspekte des Schlafens. Zur Schlafkultur gehört das Wann, das Wo und das Wie sich Menschen an verschiedenen Orten und zu verschiedenen Zeiten schlafen legen beziehungsweise gelegt haben.
Weil der Schlaf, und alles was damit zusammenhängt, generell als sehr persönliche und intime Angelegenheit betrachtet wird, sind Forschungen und Aufzeichnungen zu diesem Thema rar. Wissenschaftliche Arbeiten, die anhand der Schlafgewohnheiten verschiedener Völker, insbesondere noch sehr naturnah lebender, Rückschlüsse auf die evolutionären Ursachen des Schlafes geben wollen, wurden erst in neuester Zeit unternommen.

## Schlaf in der Bildenden Kunst
Der Schlaf mit seinen verschiedenen Aspekten wurde von vielen Künstlern aufgegriffen. Der behütete Schlaf der Kinder, schlafende Tiere, der Mittagsschlaf und das Einschlafen bei der Arbeit, Tagträume, Träume und Albträume, Schlaf und Tod, Schlaf und der nackte menschliche Körper als ein klassisches Thema der bildenden Kunst wurden als Malerei, Zeichnung und Grafik, und auch als Skulpturen und Plastiken umgesetzt.

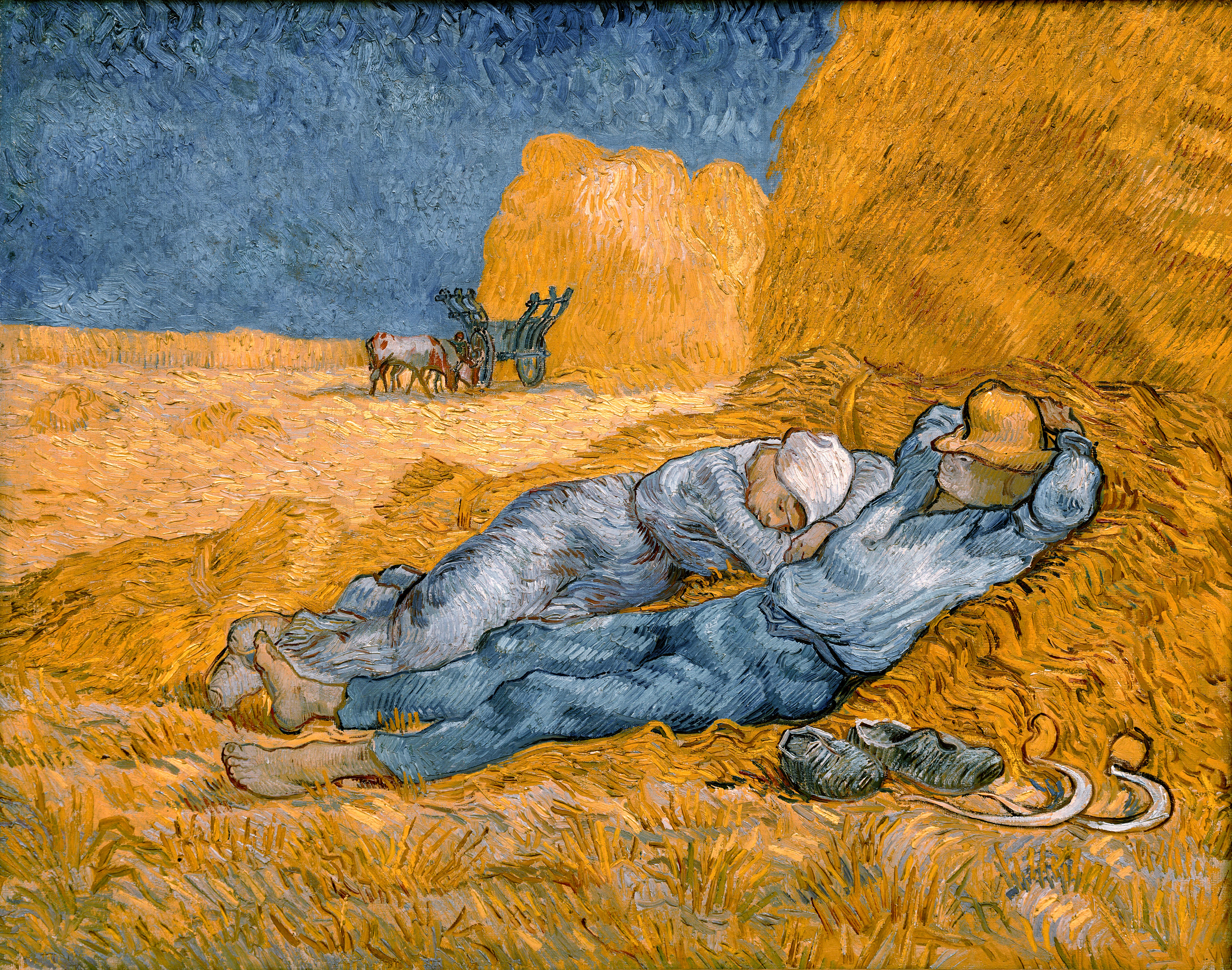
Mittagsschlaf in der Kunst. Vincent van Gogh („La Méridienne“ oder „La sieste“, nach Millet, Januar 1890)
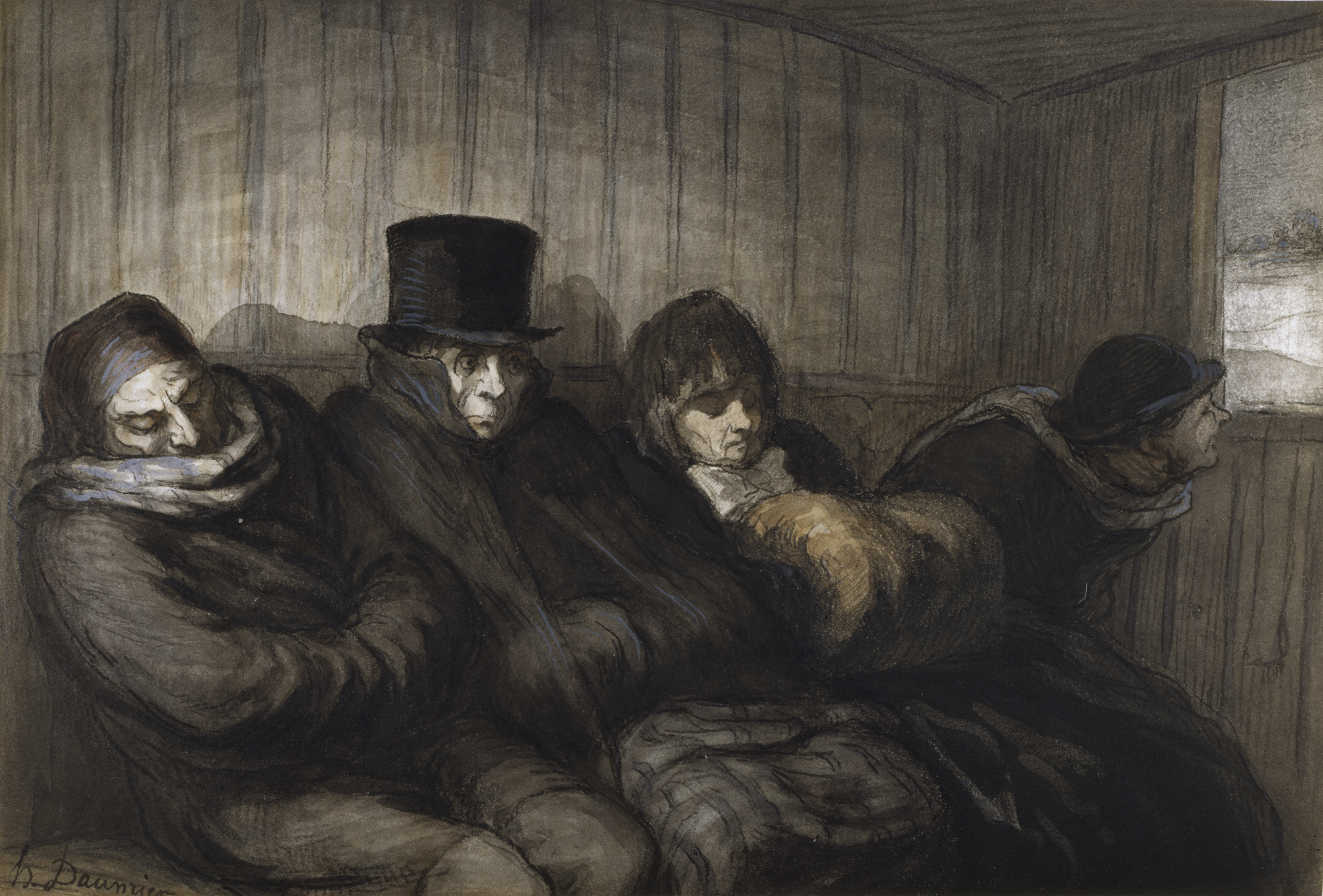
Vier Menschen im Zugabteil, zwei schlafend einer dösend, jeder in einer Welt für sich. Honoré Daumier („The Second Class Carriage“, 1864)
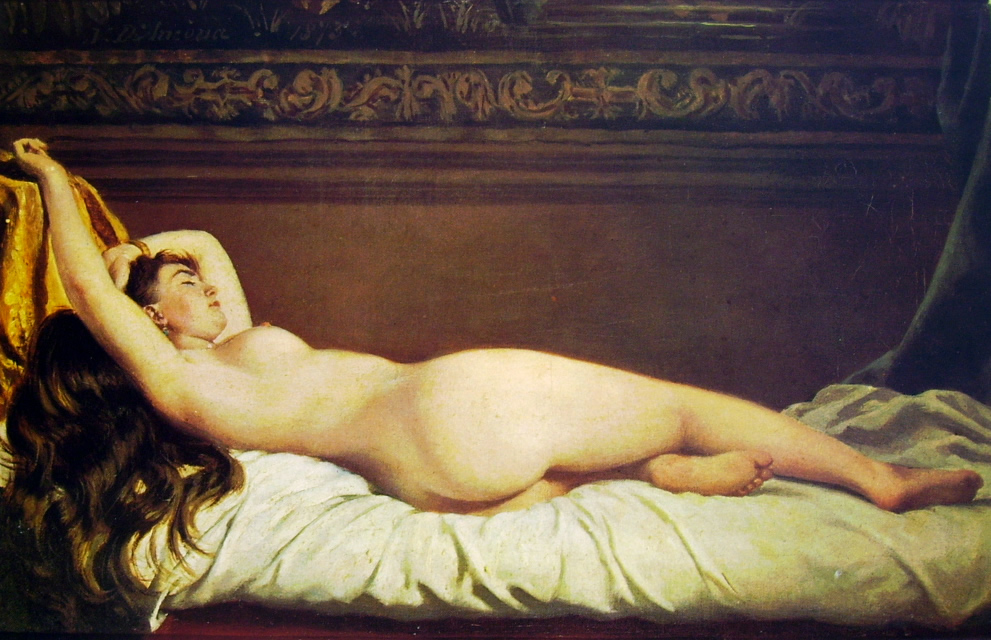
Sich schlafend stellende Frau. Vito D’Ancona (Nudo, vor 1884)
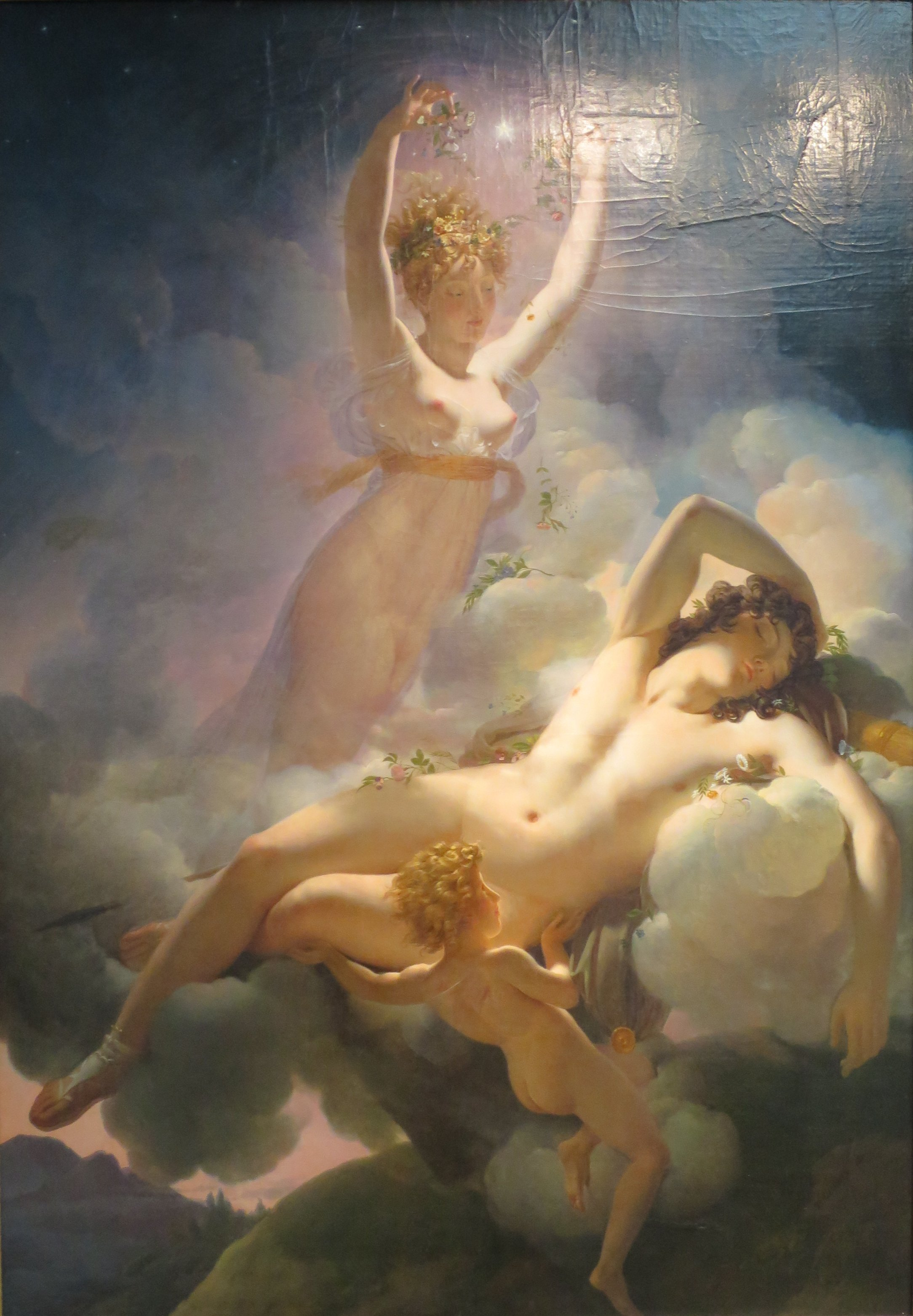
Nackt schlafender, sterbender Mann. Pierre-Narcisse Guérin (Aurora and Cephalus, 1783)
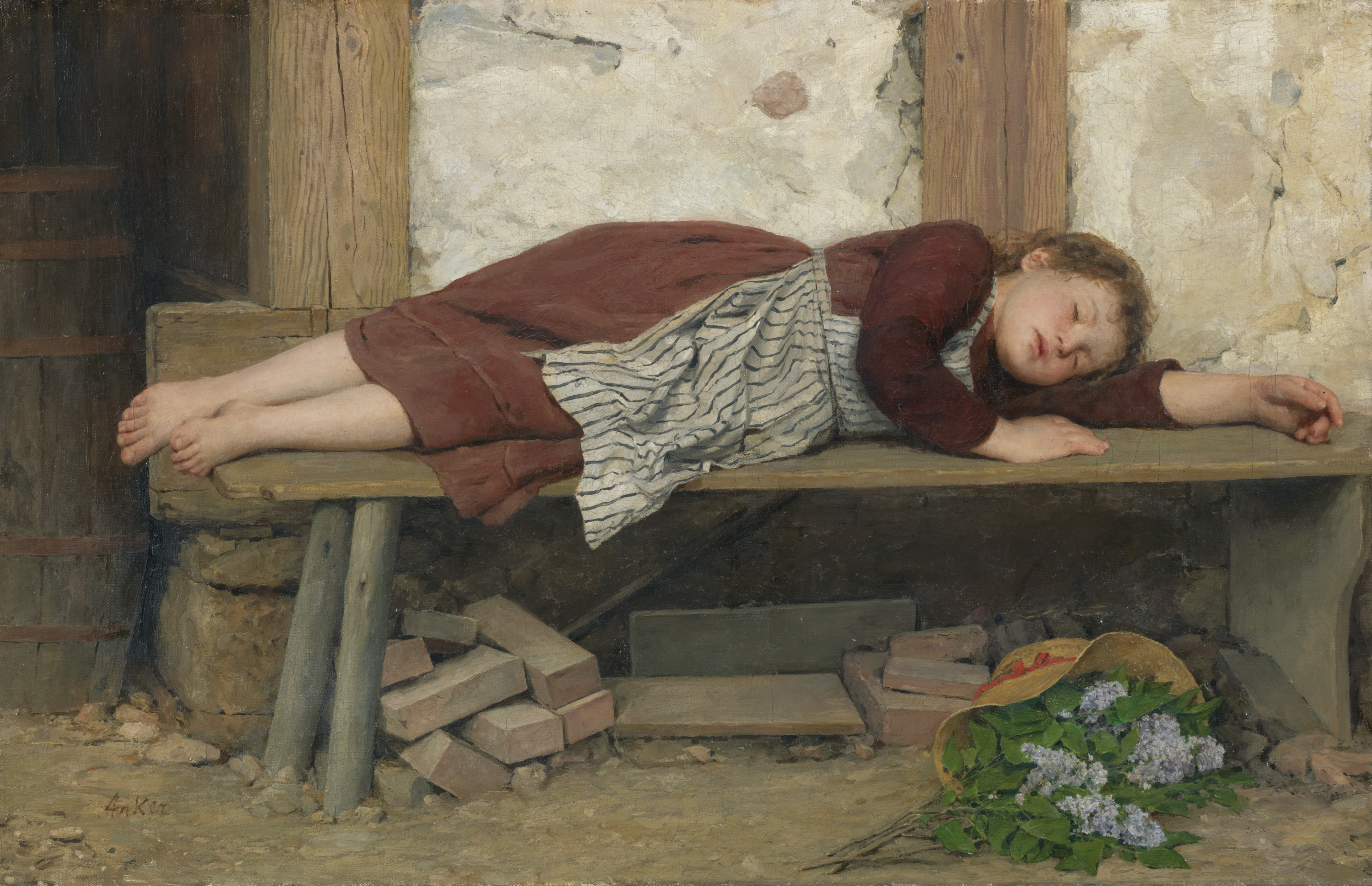
Schlafendes Mädchen. Albert Anker (Schlafendes Mädchen auf einer Holzbank, unbekanntes Datum)
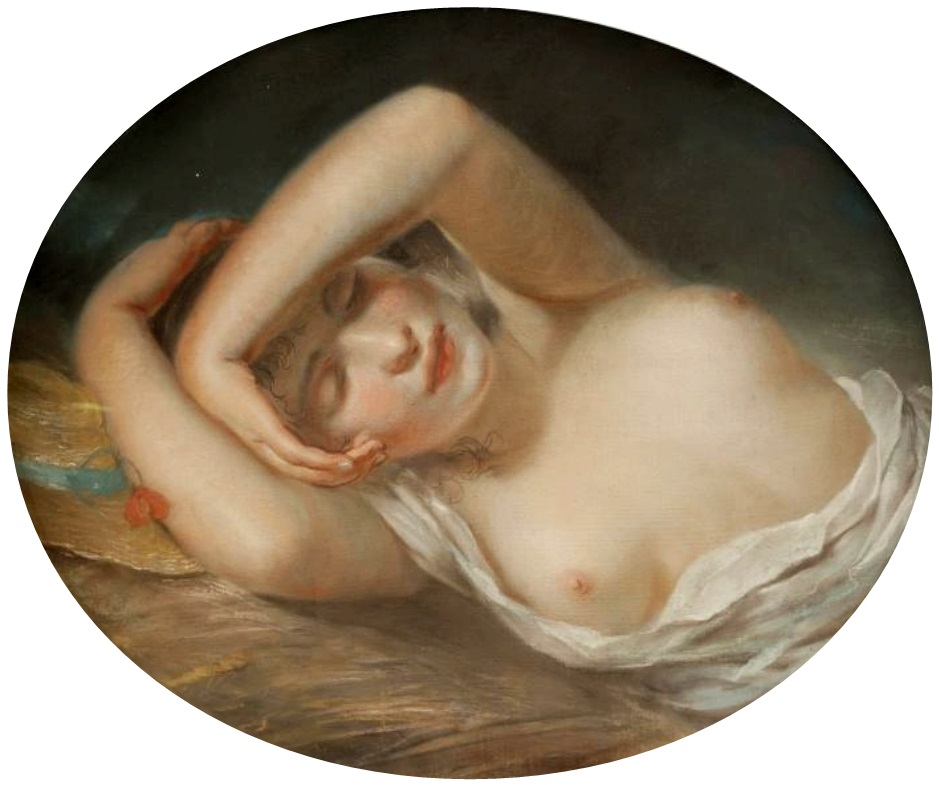
Schlafendes Mädchen. Anna Rajecka (Mädchen mit Strohhut)
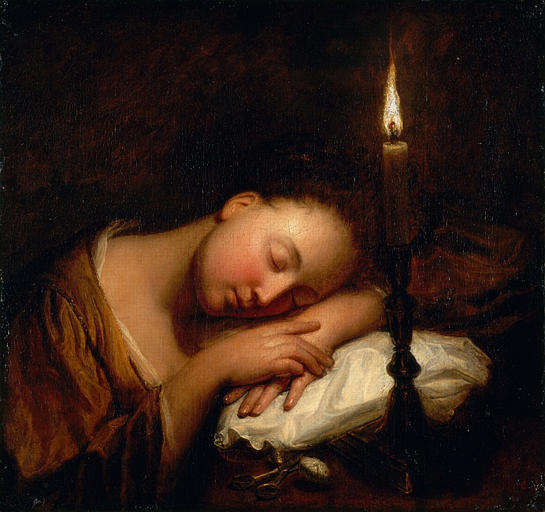
Eingeschlafenes Mädchen. Jean-Baptiste Santerre (Ein schlafendes Mädchen, 1700–1725)
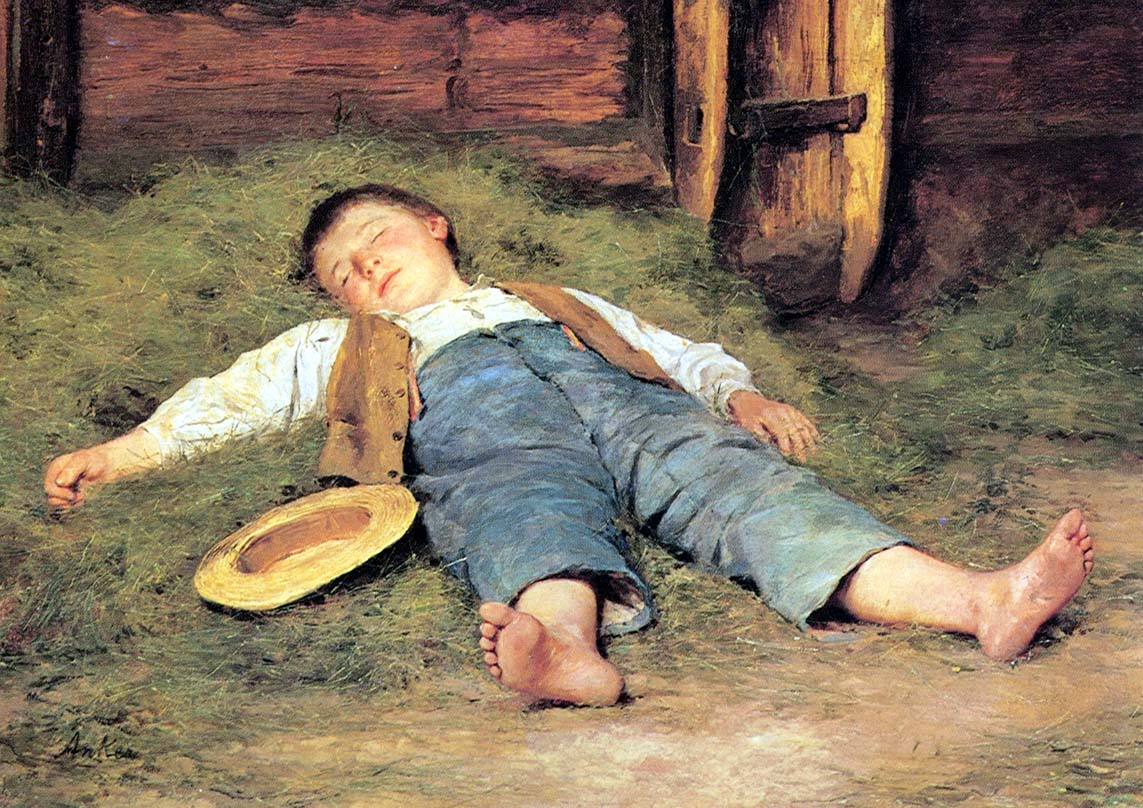
Schlafender Junge. Albert Anker (Schlafender Knabe im Heu, 1897)
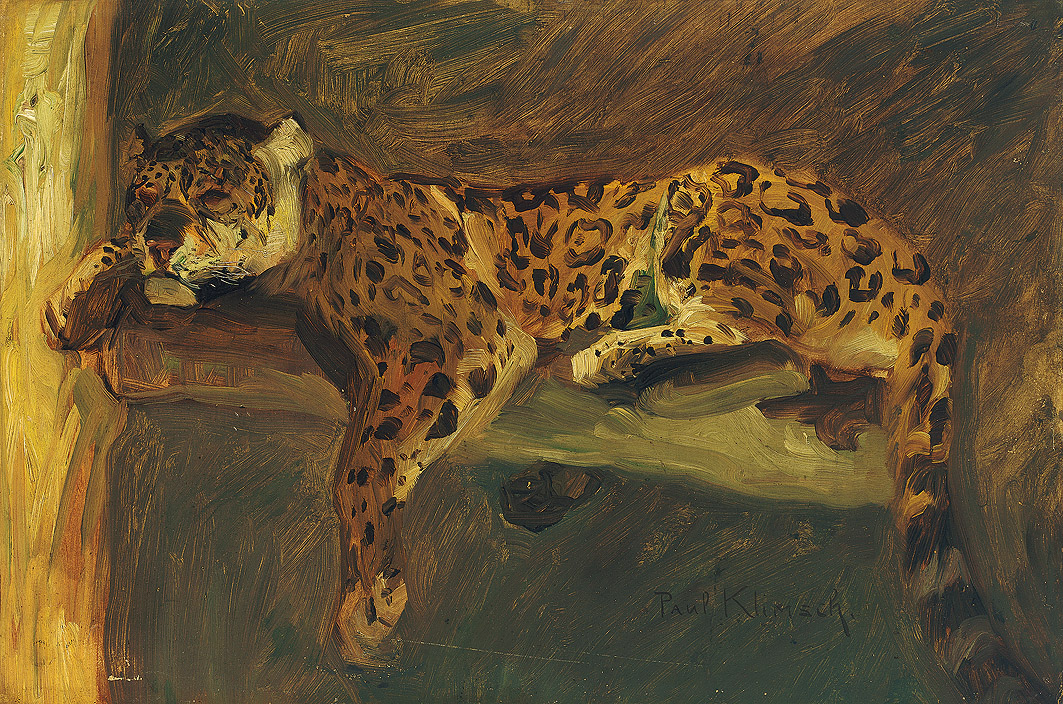
Schlafendes Tier. (Paul Klimsch, Schlafender Jaguar)
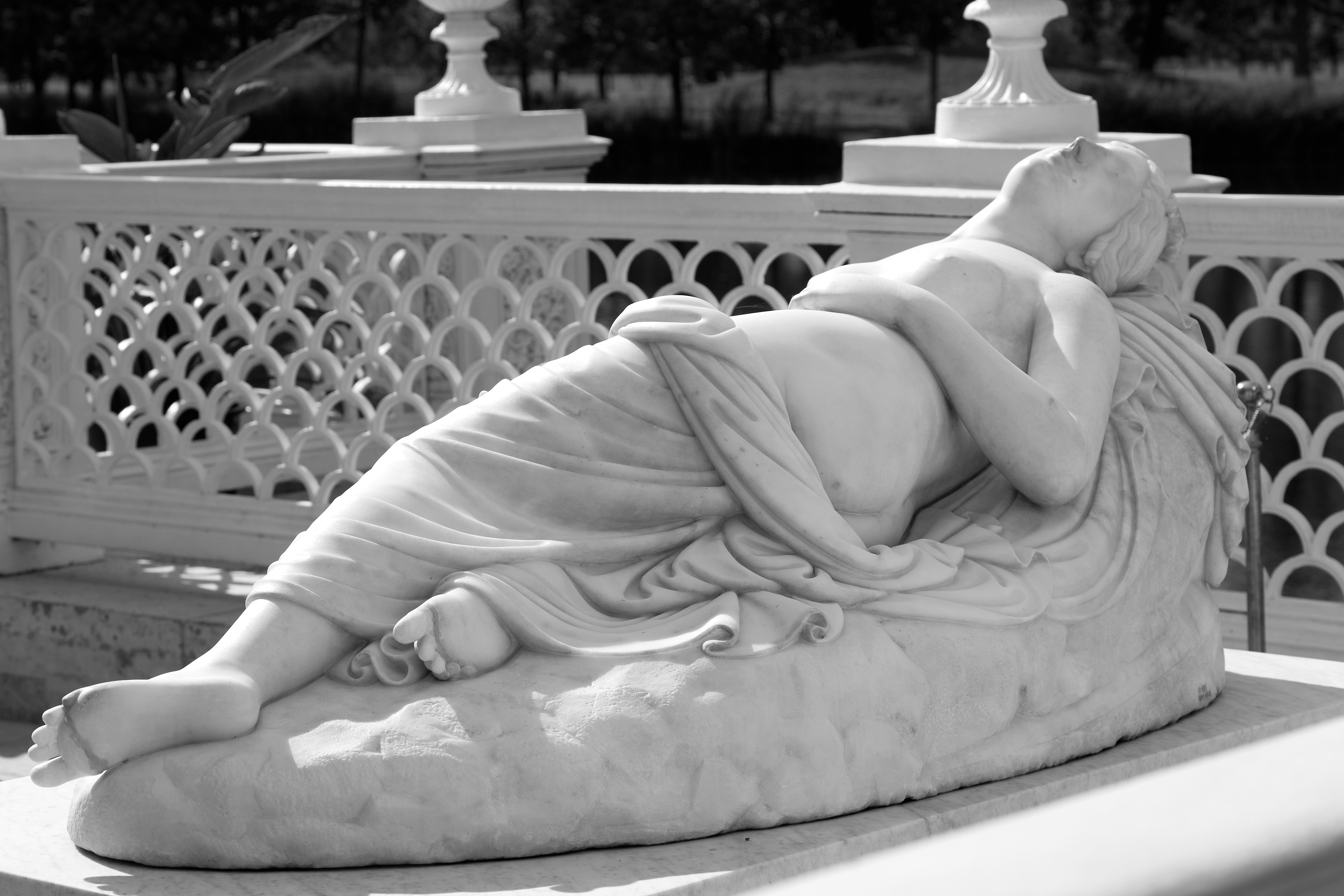
Skulptur schlafender Frau im Kolonistsky Park in Peterhof
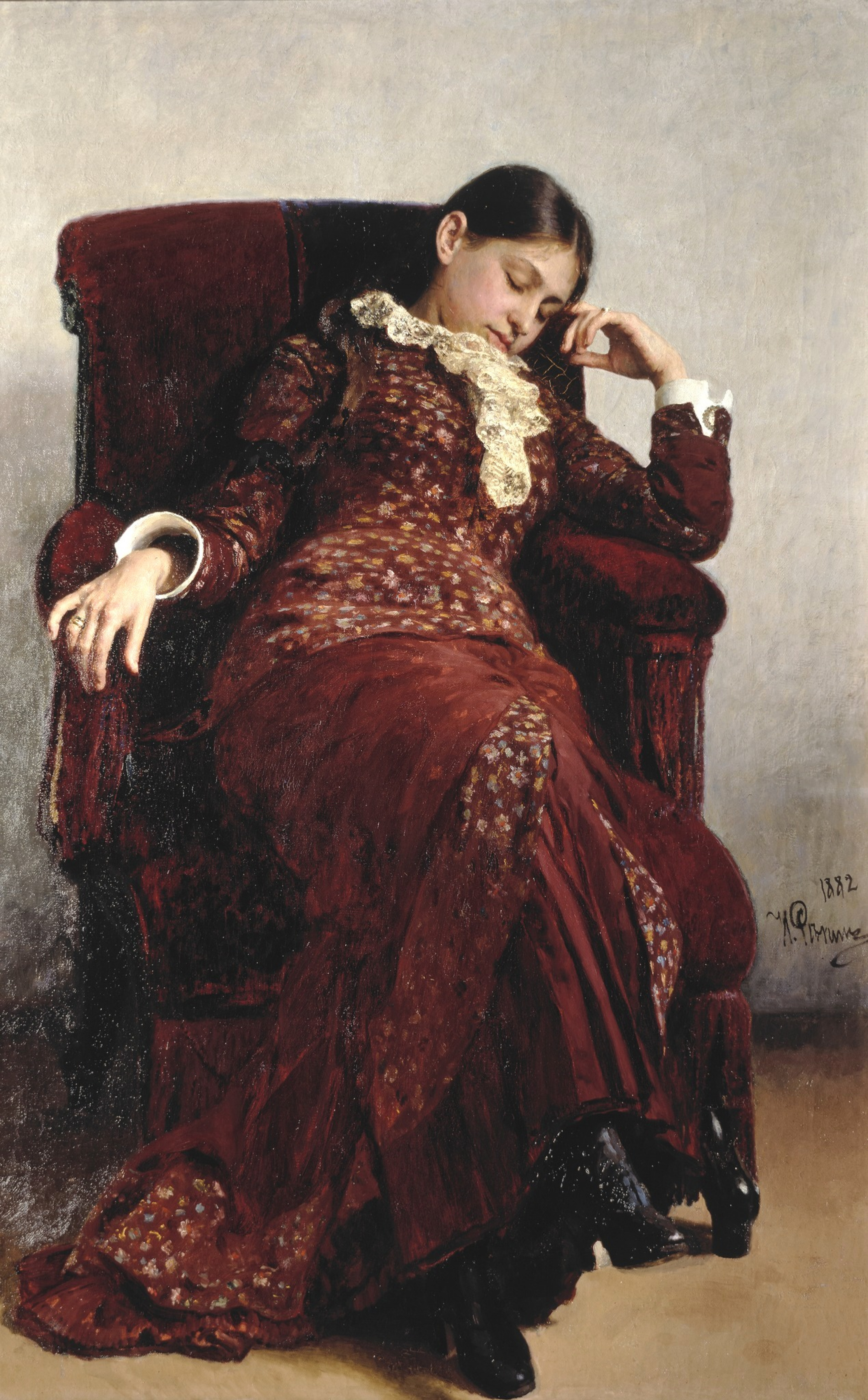
Im Sessel schlafende Frau des Künstlers. Ilja Repin (Ruhe, 1882)
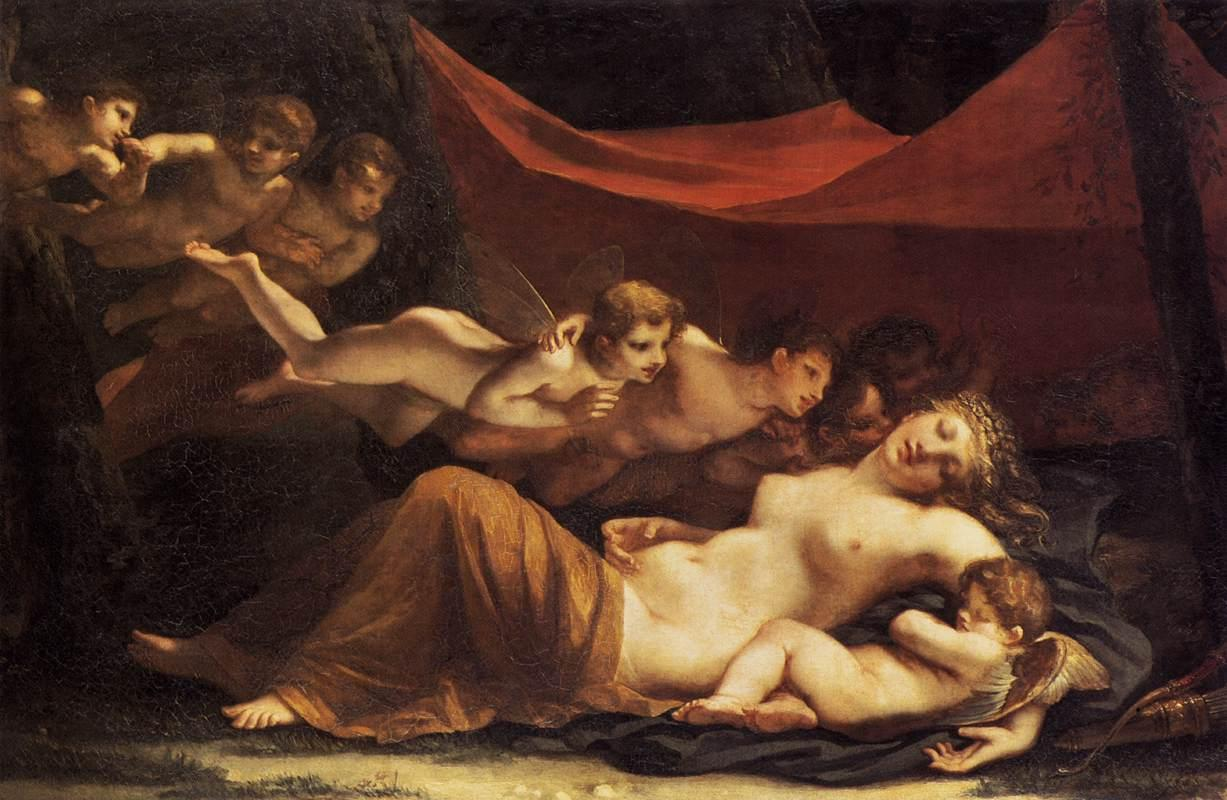
Venus und Amor. Marie-Françoise-Constance Mayer-La Martinière (Der Schlaf der Venus und des Amors, 1806)
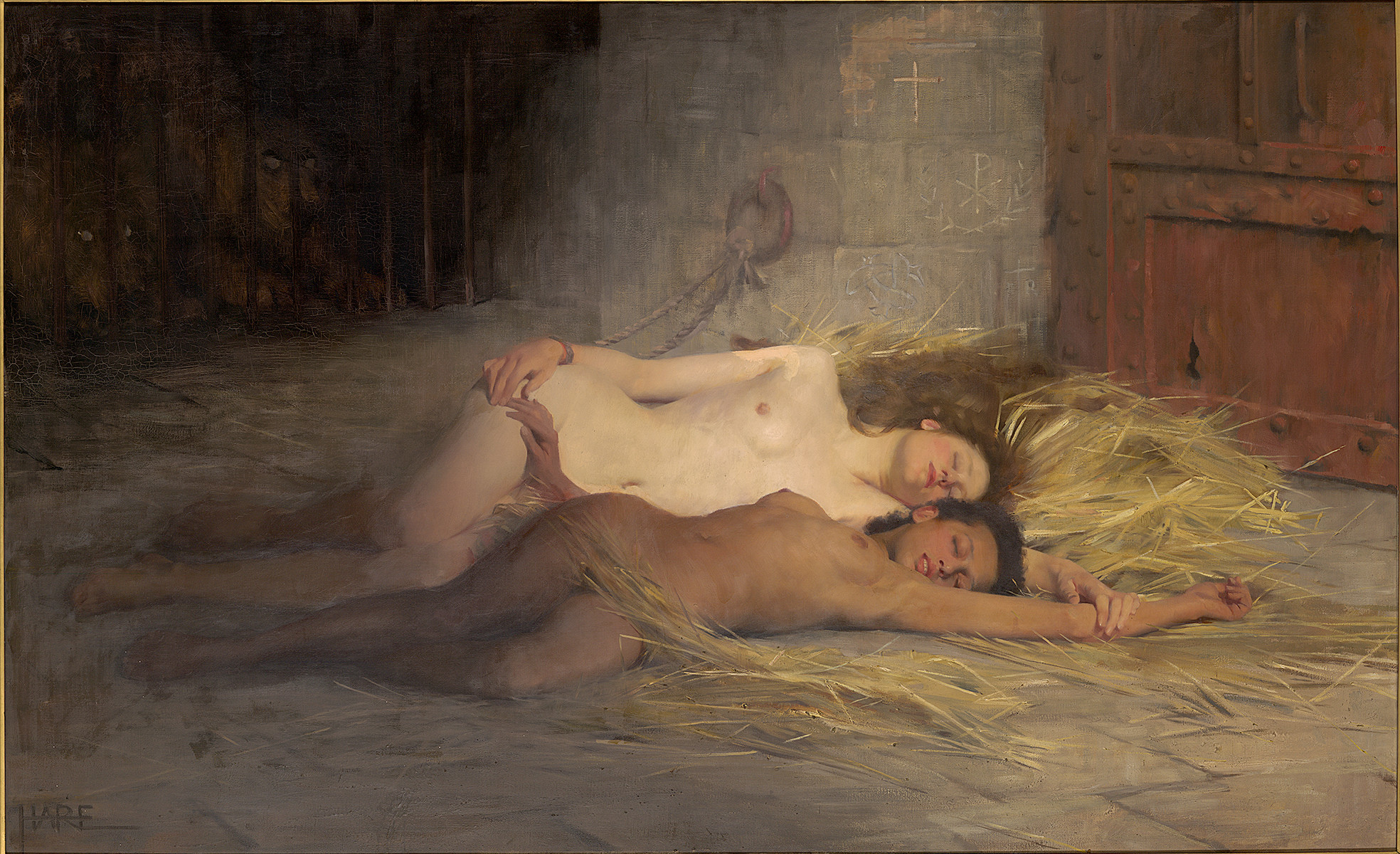
Zwei schlafende Frauen. George Hare (Siege des Glaubens, 1889)
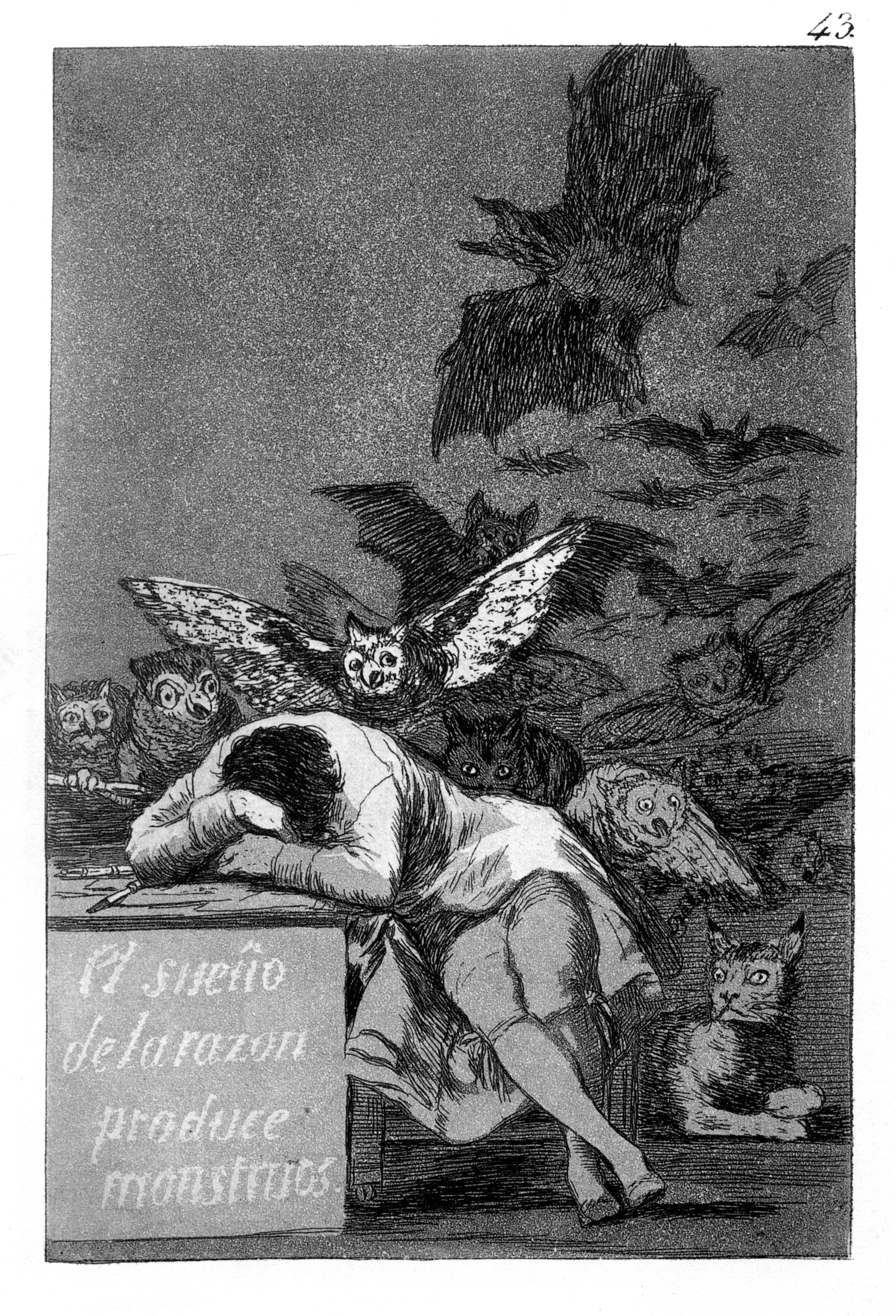
Goya träumend. Francisco de Goya (Der Schlaf der Vernunft gebiert Ungeheuer, 1799)

## Rezeption
- In der Science-Fiction-Serie Star Trek: Voyager begegnen Menschen einer außerirdischen Lebensform mit Namen Spezies 8472, die niemals ruht und Schlaf als seltsam empfindet. Der für die Menschen als selbstverständlich erachteten Notwendigkeit des Schlafs wird in diesem Zusammenhang die Fiktion einer schlaflosen Lebensform gegenübergestellt.
- Im Roman Schlafes Bruder von Robert Schneider begeht der Protagonist Suizid, indem er sich schwört, nie mehr zu schlafen.
- Im Film Der Maschinist hat der Protagonist seit etwa einem Jahr nicht mehr geschlafen.
- Im Film Stirb an einem anderen Tag der James-Bond-Filmreihe unterziehen sich Bonds Gegner Colonel Moon und Zao einer Gentherapie, um ihre Identität zu ändern. Nebenwirkung ist jedoch eine andauernde Schlaflosigkeit, die sie mithilfe einer „Traummaschine“ zu umgehen suchen. Die Betroffenen empfinden es als große Qual, nicht mehr richtig schlafen zu können. Der Öffentlichkeit gegenüber wird allerdings damit geprahlt, keinen Schlaf zu benötigen und so mehr leisten zu können; man könne schließlich genug schlafen, wenn man tot sei.
- In der preisgekrönten Science-Fiction-Novelle Bettler in Spanien von Nancy Kress, die später zu einer Roman-Trilogie erweitert wurde, wird Schlaflosigkeit ebenfalls in Zusammenhang mit Elite und geistiger Überlegenheit gebracht: Durch Genmanipulation werden Kinder geschaffen, die sich durch hohe Intelligenz, Unempfindlichkeit gegenüber Krankheiten und Schlaflosigkeit auszeichnen. Im weiteren Verlauf der Handlung wird u. a. der gesellschaftliche Konflikt dieser neuen Elite der Schlaflosen mit den alten Menschen, den Schläfern, thematisiert.
- Im Roman Schlaflos des Buchautors Stephen King leidet die Hauptfigur des Ralph Robert unter einer extremen Form von Schlaflosigkeit. Durch den fortlaufenden Schlafentzug wird er von Erscheinungen heimgesucht, die er zunächst als Halluzinationen betrachtet; später muss er jedoch feststellen, dass sich durch den Schlafmangel offenbar sein Sinnesempfinden verändert hat.
- Im Roman Die Moorgeister von Angela Sommer-Bodenburg trifft der Jugendliche Timo einen alten Mann in der Bahn. Dieser erzählt ihm vom Händler der Verkauften Träume. Durch einen Handel mit diesem leidet er an Schlaflosigkeit („kann nicht mehr träumen“) und fährt seitdem immer Bahn, bis er den Händler wiederfindet, um seine Träume zurückzufordern. Am Ende des Romans vermutet Timo, dass der Mann ein Geist gewesen ist.
- Im Roman Fight Club von Chuck Palahniuk leidet der namenlose Ich-Erzähler an Schlaflosigkeit.
- Im Roman sowie auch im Film 2001: Odyssee im Weltraum von Stanley Kubrick werden die Astronauten für die Zeit des Fluges zum Jupiter (Film) bzw. Saturn (Roman) in einen Tiefschlaf versetzt. Die Geräte hierzu werden als Hibernakulum bezeichnet, die Menschen hibernieren.

- Für das Jahr 2023 wurde der 17. März als Welttag des Schlafes benannt.[92]

### Weiterführendes
- Émile Chartier: Les idées et les âges. 1927. deutsch: Lebensalter und Anschauung. Berlin/Wien/Leipzig 1932. Das erste Buch dieses philosophischen Werkes widmet sich explizit dem Schlaf, dabei auch kulturhistorisch ausgreifend. Neben dem Schlaf, der Nacht u. dergl. betrachtet der auch als Alain bekannte Franzose die erhebliche soziale Rolle des Wächters.
- Björn Rasch: Schlaf: Rasch erklärt. 200 Fragen und Antworten rund um den Schlaf. Hogrefe Verlag Göttingen 2021. ISBN 978-3-456-85932-3
- Sonja Kinzler: Das Joch des Schlafes. Der Schlafdiskurs im bürgerlichen Zeitalter. Dissertation an der International University Bremen 2005. Böhlau, Köln/Weimar/Wien 2011, ISBN 978-3-412-20716-8.
- G. Lucc, J. Segal: Sleep and Dreams. London 1967.
- Curt Maronde: Rund um den Schlaf. Fischer, Frankfurt am Main.
- Ian Oswald: Sleep. Harmondsworth 1966.